# Vespa (moto)
Vespa és una marca de luxe italiana d'escúters, fabricats per Piaggio. El nom vol dir el mateix que en català, vespa. La Vespa ha evolucionat des d'un model únic d'escúter fabricat l'any 1946 per l'empresa Piaggio & Co. S.p.A., amb seu a Pontedera, a una línia completa d'escúters i una de les set empreses actualment propietat de Piaggio.
De bon començament, els escúters Vespa han estat coneguts per la seva carrosseria d'acer premsat i pintat que combina, en un conjunt estructural unificat, una coberta completa per al motor (la qual, en envoltar el mecanisme, n'aïlla la brutícia i l'oli), un terra pla que proporciona protecció als peus i un prominent carenat frontal que proporciona protecció contra el vent.

## Història

### Antecedents
El 1884, Rinaldo Piaggio va fundar a Gènova una empresa dedicada a la fabricació de peces per a embarcacions de luxe. Més endavant va començar a produir vagonetes, camions de mercaderies, vehicles de luxe, motors, tramvies i altres articles. Durant la Primera Guerra Mundial, Piaggio va començar a fabricar aeroplans i hidroavions. En aquella època va inaugurar noves fàbriques: Pisa (1917) i Pontedera (1921). Aquesta segona esdevingué el centre de la producció aeronàutica de l'empresa (propulsors, motors i aeronaus completes).
Durant la Segona Guerra Mundial, la fàbrica de Pontedera va construir entre d'altres l'innovador avió de passatgers i bombarder P 108. El 31 d'agost de 1943, la fàbrica va ser bombardejada i quedà destruïda. Un cop acabat el conflicte, per a poder reconstruir-la i reiniciar les activitats, Enrico Piaggio (fill del fundador) va demanar als Aliats que li tornessin la maquinària que havia estat transferida a Alemanya.
Després de la Segona Guerra Mundial i l'acord de cessament d'activitats bèl·liques d'Itàlia amb els Aliats, la indústria aeronàutica italiana va quedar molt restringida, tant pel que fa a la magnitud com a la capacitat operativa. L'economia paralitzada d'Itàlia i el desastrós estat de les seves carreteres no eren propicis al re-desenvolupament del mercat de l'automòbil. Enrico Piaggio va decidir abandonar el sector aeronàutic per tal de fer front a la necessitat urgent a Itàlia d'un mitjà de transport modern i assequible per a les masses.

### Disseny

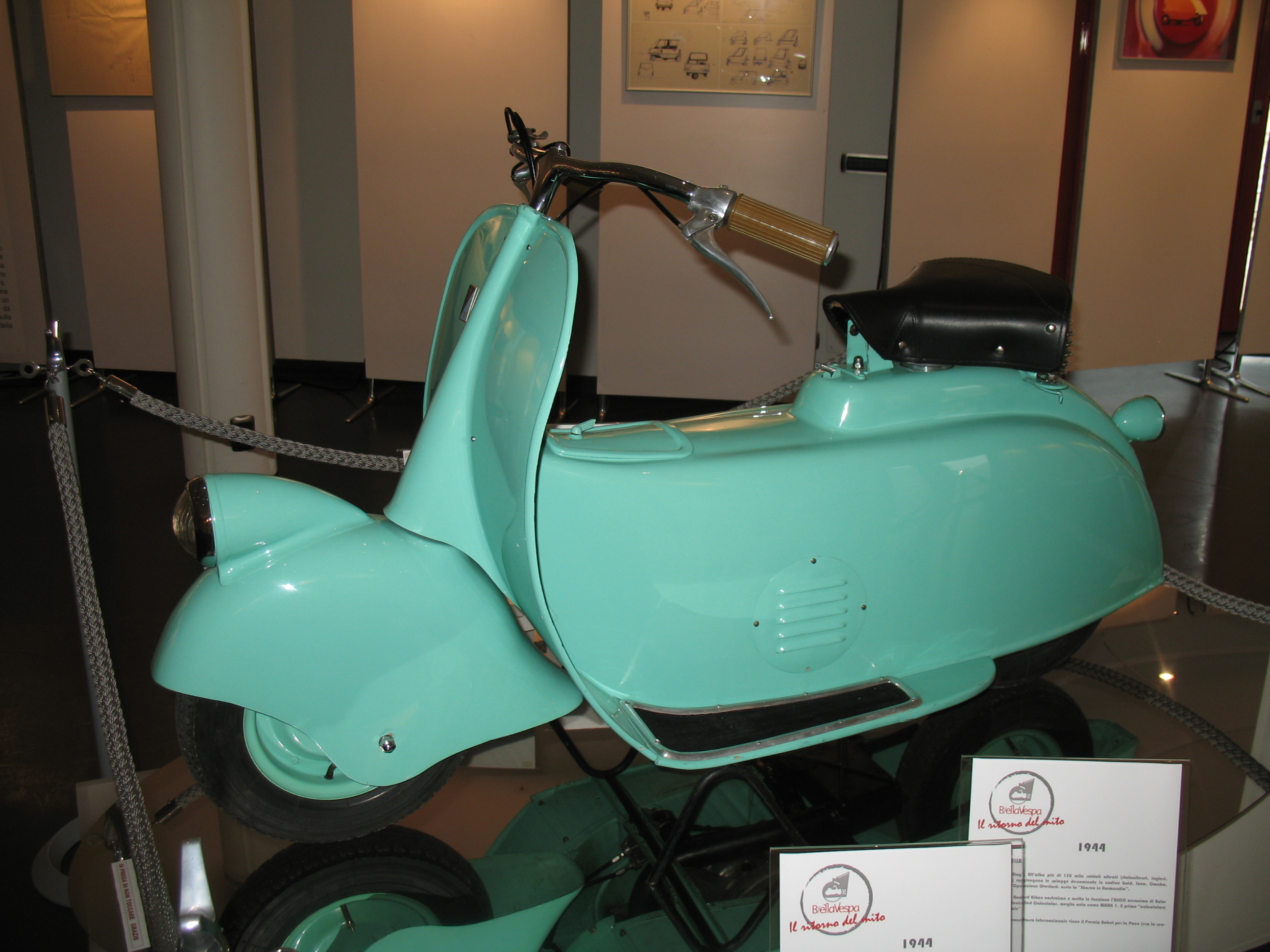
Piaggio MP5 "Paperino", el prototip inicial de Piaggio

El 1944, els enginyers de Piaggio Renzo Spolti i Vittorio Casini van dissenyar una motocicleta amb una carrosseria que cobria completament el tren de transmissió i formava una protecció alta contra esquitxos a la part anterior. A més de la carrosseria, el disseny incloïa comandaments muntats al manillar, refrigeració per aire forçat, rodes de petit diàmetre i una secció central alta on calia pujar-hi encamellat. Conegut oficialment com a MP5 ("Moto Piaggio núm. 5"), el prototip va rebre el sobrenom de "Paperino", el nom de l'ànec Donald a Itàlia.
A Piaggio no li agradava l'MP5, especialment l'alta part central, de manera que va contractar l'enginyer aeronàutic Corradino D'Ascanio per a redissenyar l'escúter. D'Ascanio, que havia estat consultat anteriorment sobre el disseny i la fabricació d'escúters per Ferdinando Innocenti mentre es gestava la futura Lambretta, li va dir de seguida que odiava les motocicletes perquè eren voluminoses, brutes i poc fiables.
El prototip MP6 de D'Ascanio duia el motor muntat al costat de la roda del darrere. La roda s'accionava directament des de la transmissió, eliminant la cadena de transmissió i, per tant, l'oli i la brutícia que genera aquest dispositiu. El prototip tenia un bastidor unitari amb panells exteriors d'acer tensionables. Aquests canvis van permetre que l'MP6 tingués un disseny de "pas a través" en comptes de l'alta secció central de l'MP5 Paperino. El disseny de l'MP6 incloïa també suspensió anterior d'un sol braç, rodes anteriors i posteriors intercanviables muntades en eixos flotants (altrament dits "d'espàrrec") i roda de recanvi. Altres característiques de l'MP6 eren similars a les del Paperino, com ara els comandaments muntats al manillar i la carrosseria tancada amb l'alt protector d'esquitxades anterior.
En veure l'MP6 per primera vegada, Enrico Piaggio va exclamar: «Sembra una vespa!» ("Sembla una vespa!"). Piaggio va anomenar així el seu nou escúter de forma espontània. Vespa li esqueia a l'MP6 per la forma de la carrosseria del vehicle: la part posterior més gruixuda connectada a la part anterior per una cintura estreta, mentre que la barra de direcció amb el manillar recordava les antenes de l'insecte.

### Producte
El 23 d'abril de 1946, a les 12 del migdia, Piaggio e C. S.p.A. va presentar una patent a l'oficina central d'invents, models i marques del Ministeri d'Indústria i Comerç d'Itàlia, a Florència. La patent registrava una «motocicleta d'una complexitat racional d'òrgans i elements combinats amb un bastidor amb parafangs i una carcassa que cobreix tota la part mecànica».

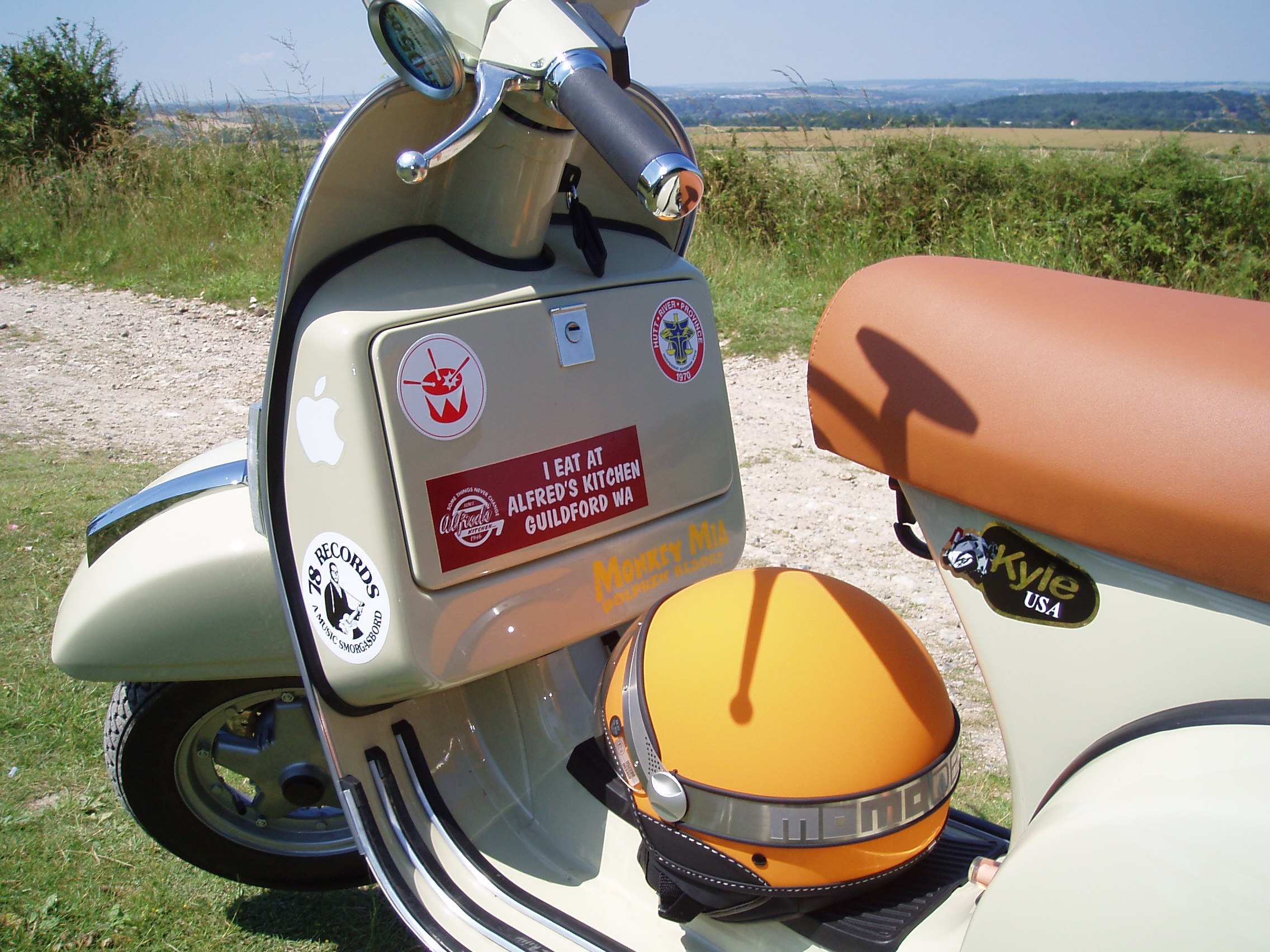
La guantera d'una Vespa PX actual

El disseny bàsic patentat permetia de desplegar una sèrie de característiques a la barra central del bastidor que més endavant permetrien el desenvolupament ràpid de nous models. La Vespa original comptava amb un seient posterior per a un passatger, o opcionalment un compartiment d'emmagatzematge. L'"escut" de protecció frontal original era una peça plana de metall aerodinàmic; més tard, es va convertir en una peça doble per a permetre-hi un emmagatzematge addicional al darrere, similar a la guantera d'un cotxe. El tap del dipòsit de combustible es trobava a sota del seient (articulat), la qual cosa estalviava el cost d'un pany addicional al tap o la necessitat de soldadures addicionals a la fina xapa.
L'escúter tenia una suspensió posterior rígida i unes rodes petites de 8" (200 mm) que permetien un disseny compacte i molt d'espai per a les cames del pilot. El motor de dos temps de 98 cc tancat i muntat horitzontalment de la Vespa actuava directament sobre la roda motriu posterior mitjançant una transmissió de tres velocitats. El canvi de marxes controlat per l'empunyadura implicava un sistema de varetes. El primer motor no duia refrigeració per aire forçat, però aviat es van connectar unes pales de ventilador al volant magneto (el qual allotja els punts i genera electricitat per als accessoris i per a l'espurna del motor) per tal d'enviar aire a les aletes de refrigeració del cilindre. El motor Vespa actual encara es refrigera d'aquesta manera.
El prototip MP6 tenia un enreixat al davant i al darrere del parafang posterior que cobria el motor per a permetre que entrés aire i refredés el motor, ja que no duia refrigeració per ventilador. Al disseny de la Vespa de producció, però, se n'hi va incloure un de similar al que s'utilitzava en el prototip MP5 "Paperino" i se'n van eliminar les reixes del parafang.

## Llançament

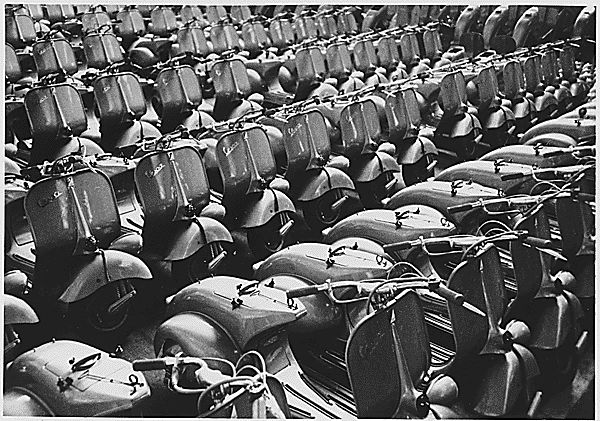
Producció de les primeres Vespa a Pontedera (ca. 1948-1955)

Els documents de la sol·licitud de patent del disseny de l'escúter Vespa que presentà Piaggio l'abril de 1946 esmentaven un «model de caràcter pràctic» per a una «motocicleta amb peces i elements col·locats racionalment amb un bastidor combinat amb parafangs i una carcassa per al motor que en cobreix totes les peces operatives», el conjunt de la qual «constitueix una motocicleta racional i còmoda que ofereix protecció contra el fang i la pols sense comprometre els requisits d'aspecte i elegància». La patent es va aprovar el desembre següent.
Les primeres 13 unitats van aparèixer a la primavera de 1946 i revelaven els seus antecedents aeronàutics. Als primers exemplars s'hi pot reconèixer la típica tecnologia dels constructors d'avions. La cura de l'aerodinàmica és evident en tot el disseny, en particular a la cua. També va ser un dels primers vehicles a fer servir una estructura monocasc (on la carrosseria forma part integral del xassís).
L'empresa tenia l'objectiu de fabricar la nova Vespa en grans quantitats, i la seva llarga experiència industrial va portar a una eficient línia de producció massiva a l'estil de Ford. L'escúter es va presentar a la premsa al Rome Golf Club, on els periodistes van quedar aparentment desconcertats per l'estrany objecte de color pastel i semblant a una joguina exposat. Malgrat tot, les proves a la carretera van ser encoratjadores, i fins i tot sense suspensió posterior, la moto era més maniobrable i còmoda de conduir que una de tradicional.
Després del seu debut públic a la Fira de Milà de 1946, les primeres cinquanta unitats es van vendre lentament. Amb la introducció del pagament fraccionat, les vendes es van disparar.

## Vendes i desenvolupament

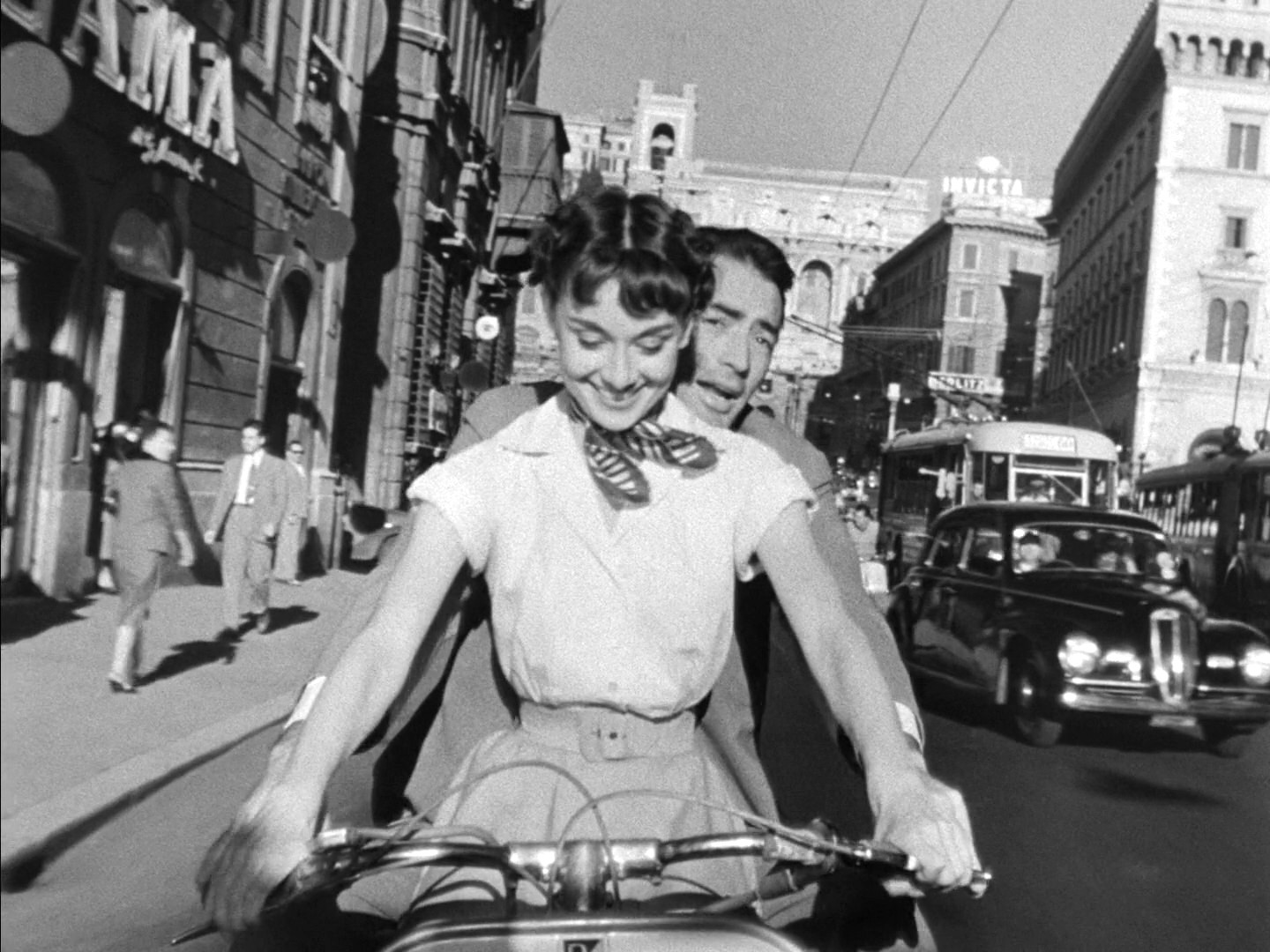
Audrey Hepburn i Gregory Peck amb la Vespa a Vacances a Roma (1953)

Piaggio va vendre unes 2.500 Vespa el 1947, més de 10.000 el 1948, 20.000 el 1949 i més de 60.000 el 1950.
El més gran promotor de vendes de tots va ser Hollywood. El 1952, a les imatges promocionals de la pel·lícula Vacances a Roma (Roman Holiday), estrenada el 1953, Audrey Hepburn seia de costat darrere de Gregory Peck en una Vespa -a la pel·lícula, tots dos s'alternaven a l'hora de conduir-la per la ciutat-, cosa que va originar més de 100.000 vendes. El 1956, John Wayne descavalcava i conduïa una Vespa per a desplaçar-se entre els sets de rodatge. També Marlon Brando, Dean Martin i Abbe Lane (casada amb Xavier Cugat aleshores) s'havien comprat una Vespa. William Wyler va filmar Ben Hur a Roma el 1959, cosa que va permetre a Charlton Heston d'abandonar el cavall i el carro entre una presa i una altra per a fer un tomb amb una Vespa.
Van sorgir clubs Vespa a tot Europa i el 1952, el nombre de membres del Vespa Club a tot el món havia superat els 50.000. A mitjan dècada del 1950, les Vespa es fabricaven sota llicència a Alemanya, el Regne Unit, França, Bèlgica i Espanya; a la dècada del 1960 se'n va iniciar la producció a l'Índia, el Brasil i Indonèsia. El 1956 se n'havien venut un milió, dos milions el 1960. A la dècada del 1960, la Vespa, concebuda originalment com a un vehicle utilitari, havia arribat a simbolitzar la llibertat i la imaginació, i va donar com a resultat un augment de les vendes: quatre milions el 1970 i deu milions a finals de la dècada del 1980.

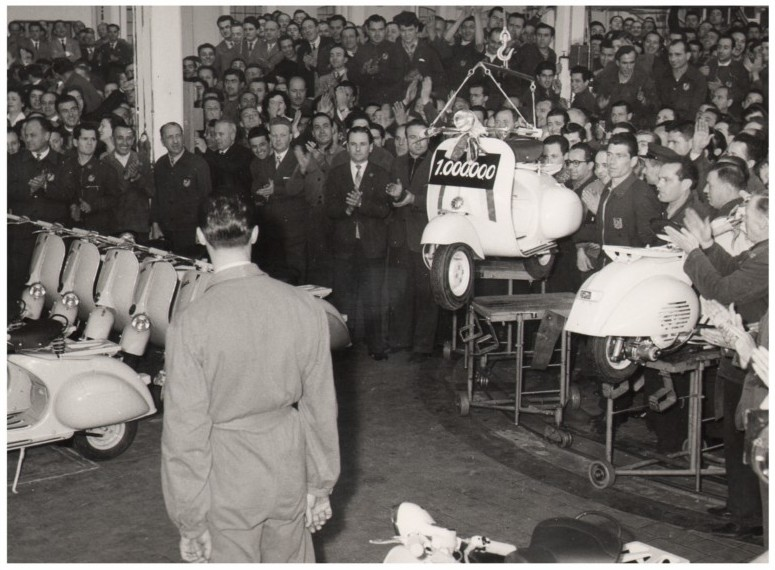
Celebració de la Vespa número un milió a la fàbrica de Pontedera (1956)

Es van fer millores al disseny original i es van introduir nous models. La Vespa 125 de 1948 tenia suspensió posterior i un motor més gran. El 1953 se'n va traslladar el far al manillar, se n'augmentà la potència del motor i se'n redissenyà el carenat posterior. També estava disponible una versió espartana més barata. Un dels models més preuats va ser la Vespa 150 GS presentada el 1955, amb motor de 150 cc, selló llarg i la unitat manillar-far integrada al carenat. Després van arribar els models de 50 cc del 1963, i el 1968 la Vespa 125 Primavera es va convertir en una de les més duradores de totes.
Les Vespes venien en dues mides, anomenades "bastidor gran" i "bastidor petit". Els escúters de bastidor petit venien en versions de 50, 90, 100 i 125 cc, tots amb un motor derivat del model de 50 cc de 1963, i els escúters de bastidor gran en 125, 150, 160, 180 i 200 cc de cilindrada, amb motors derivats del motor VNA de 125 cc del 1957 redissenyat.
La Vespa de bastidor gran va evolucionar cap a la gamma PX a finals de la dècada del 1970 i es va produir en versions de 125, 150 i 200 cc fins al juliol del 2007. A partir de 1981, també estava disponible una versió de 80 cc. Piaggio va reintroduir els models PX 125 i 150 el 2011, amb un motor revisat compatible amb la normativa EURO3.
Les versions de bastidor petit van evolucionar cap a la gamma PK a principis dels anys vuitanta, tot i que fins a mitjans dels noranta es van produir per al mercat japonès alguns models de bastidor petit d'estil vintage.

## Anys 50 i més enllà

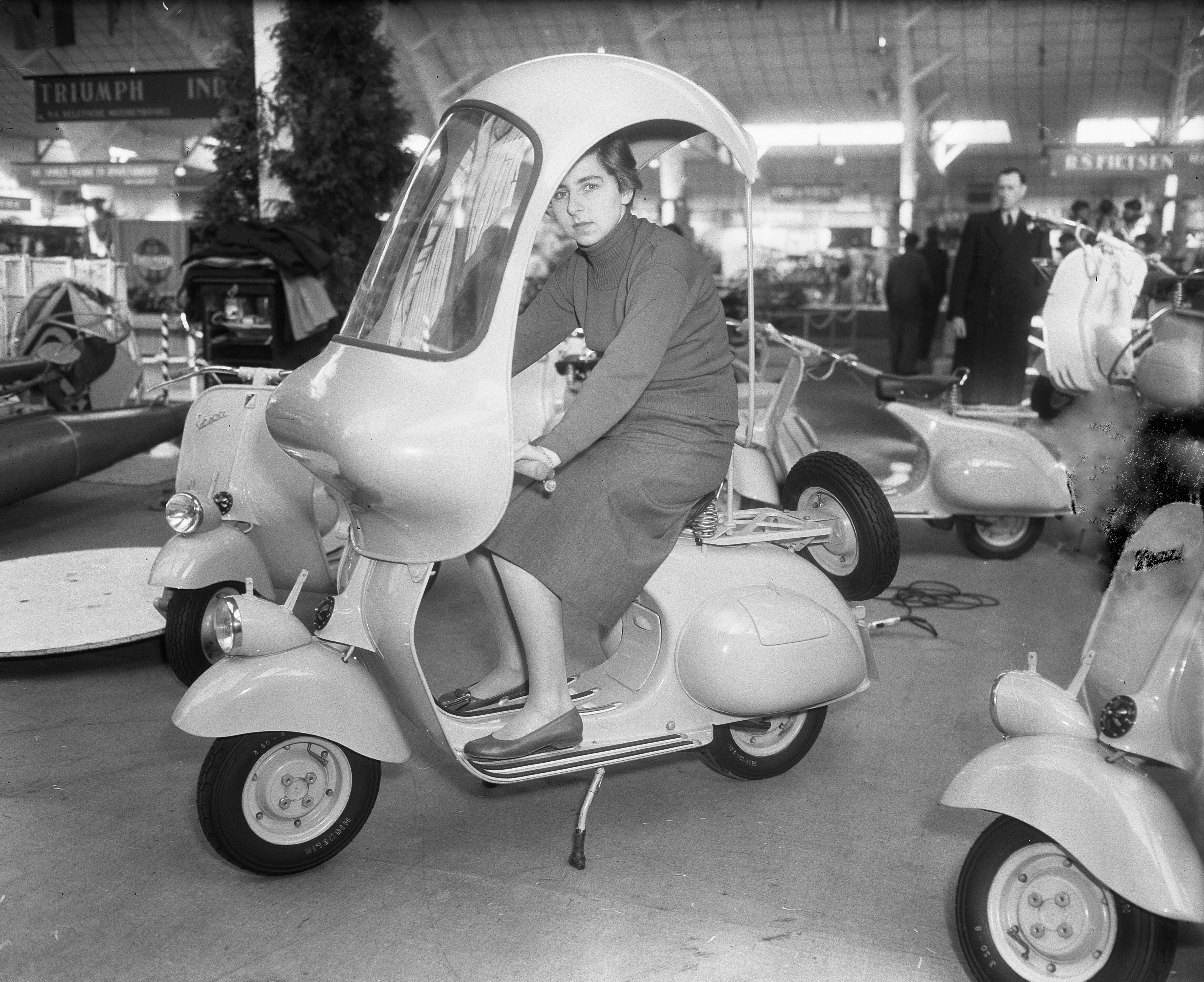
Una Vespa amb capota i altres versions al RAI d'Amsterdam, el 1953

La gamma de models ET es va mantenir fidel als principis de disseny vespa/aero. Era més lleugera, més aerodinàmica, tenia una caixa de canvis automàtica i admetia una sèrie de motors des de 50 cc -tant de dos temps com de quatre temps- fins a 150 cc de quatre temps.

### Canvi de propietat
El 1959 Piaggio va passar sota el control de la família Agnelli, els propietaris del fabricant d'automòbils Fiat S.p.A. Vespa van prosperar fins al 1992, quan Giovanni Alberto Agnelli se'n va convertir en conseller delegat, però Agnelli ja patia càncer i es va morir el 1997. El 1999, Morgan Grenfell Private Equity va adquirir Piaggio, però la posterior venda, que s'esperava que es fes ràpidament, es va veure frustrada per una aliança d'empreses fallida a la Xina.
L'any 2003, l'empresa es trobava al caire de la fallida. Els continus canvis de direcció i les grans sumes gastades en molts plans i productes diferents havien endeutat Piaggio i l'havien deixada vulnerable a la competència dels rivals asiàtics, més barats. Tanmateix, la marca encara era molt coneguda i productes com la Vespa ET4 estaven guanyant publicitat positiva. El 10 d'octubre del 2003 Roberto Colaninno va fer una inversió inicial de 100 milions d'euros a través del seu holding Immsi S.p.A. a canvi d'una mica menys d'un terç de Piaggio i el mandat per dirigir-lo. El director executiu, Rocco Sabelli, va redissenyar la fàbrica seguint els principis japonesos perquè cada escúter Piaggio es pogués fabricar a qualsevol línia de muntatge.
El 2004, la companyia va presentar un escúter híbrid gas-elèctric i un escúter amb dues rodes al davant i una al darrere, l'MP3.

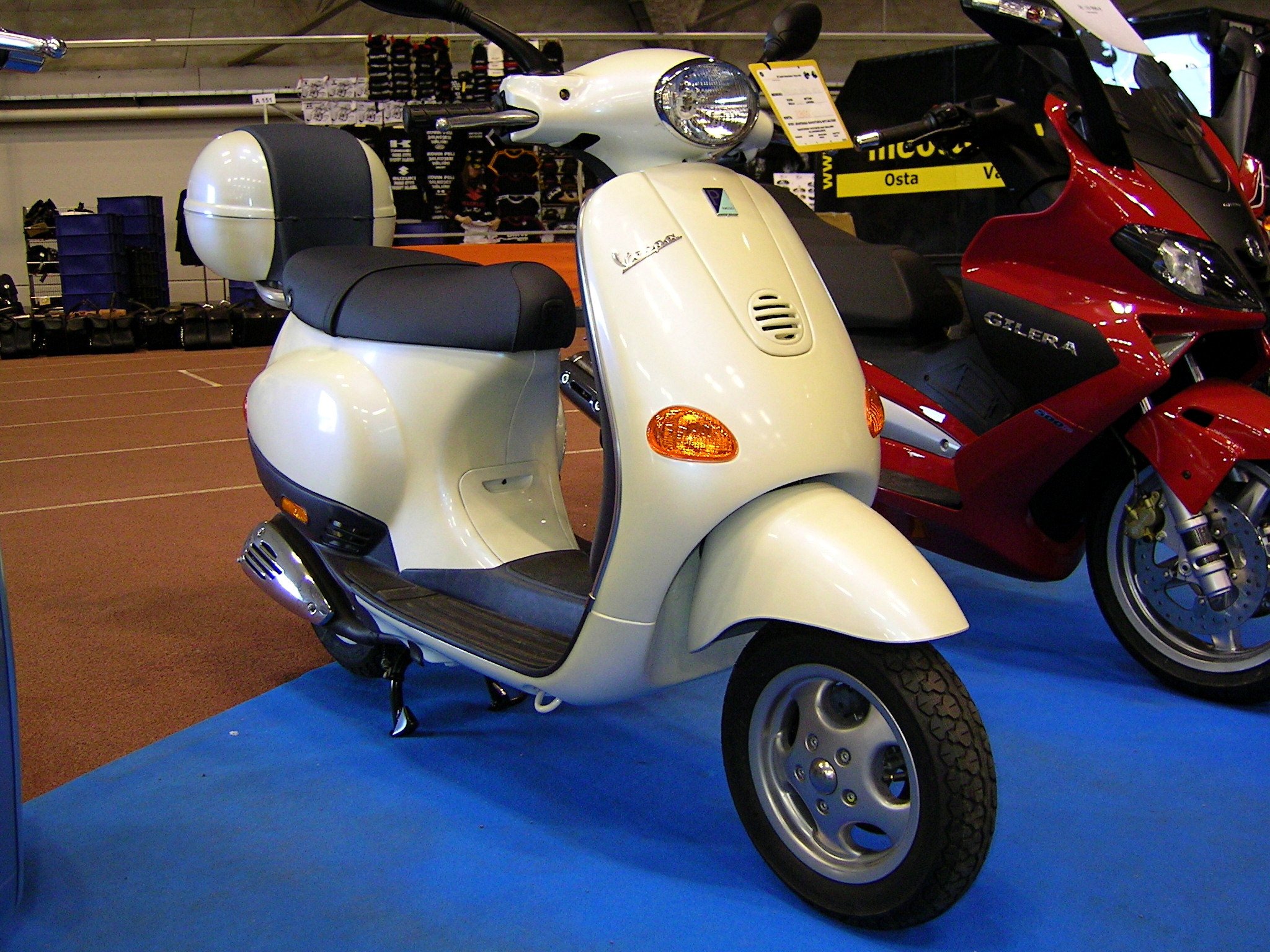
Una Vespa ET4 50 del 2004

Piaggio va adquirir el fabricant d'escúters i motocicletes Aprilia el 2006 i aquell mateix any les accions de Piaggio es van llançar a la Borsa Italiana amb el símbol de cotització PIAGF.

### Retorn a l'Amèrica del Nord
Piaggio va tornar al mercat nord-americà l'any 2001 amb l'ET2 (50 cc de dos temps) i l'ET4 (150 cc de quatre temps). El 2004, la PX (model 2005) es va tornar a introduir a l'Amèrica del Nord per a satisfer la demanda d'aquell mercat de les Vespa de disseny clàssic. El creixement al mercat nord-americà i les preocupacions mediambientals a tot el món suposaven la necessitat de motors més grans i més nets, de manera que Vespa va desenvolupar la sèrie de motors de quatre temps LEADER (Low Emissions Advanced Engine Range). Per tal de gestionar la potència addicional es va introduir el bastidor Granturismo, més gran, amb rodes de 12" (300 mm). La moto va generar el 2006 l'emblemàtica versió GTS-250ie, amb una suspensió millorada i el nou motor QUASAR (QUArter-liter Smooth Augmented Range) de 250 cc amb injecció de combustible, capaç de superar els 129 km/h. A finals de 2010, la GTS 250 fou substituïda per la GTS 300 que té un motor d'injecció de 278 cc. El 2005, l'ET es va retirar d'Europa i Amèrica del Nord i es va substituir per un nou escúter de bastidor petit, la gamma LX. Aquesta gamma estava disponible als EUA en versions de 50 i 150 cc, mentre que els europeus podien triar entre 50, 125 i 150 cc.

## Icona de disseny
En els darrers anys, molts motoristes urbans han comprat Vespes noves o restaurades. L'escassetat d'aparcament disponible per a automòbils a les grans àrees urbanes i els baixos costos de funcionament de la Vespa són dues raons per a l'augment de la popularitat d'aquest i altres escúters. L'ús de l'escúter com a vehicle recreatiu amb un seguiment subcultural als EUA, Canadà i parts d'Europa i el Japó ha contribuït també a l'augment de Vespes en circulació. En canvi, la Vespa es considera un vehicle utilitari per a transportar productes i, de vegades, fins a cinc membres d'una família a gran part d'Àsia i Mèxic.
Aquest ressorgiment de l'interès per les motos d'època també ha generat una indústria de restauració d'escúters, amb moltes Vespa restaurades que s'exporten de Tailàndia, Vietnam i Indonèsia a la resta del món.
Hi ha un Museu Piaggio i una botiga de regals al costat de la planta a la seu central de Pontedera, a prop de Pisa, a la Toscana. L'exposició permanent inclou elements que han recorregut escenaris com ara el Museu Guggenheim de Nova York i el Centre Pompidou de París. També s'hi exposa un model personalitzat per Salvador Dalí el 1962.
El Miami Auto Museum de North Miami (Florida) afirma tenir la col·lecció més gran d'escúters Vespa amb més de 400 articles.

## Mercats globals

### Europa

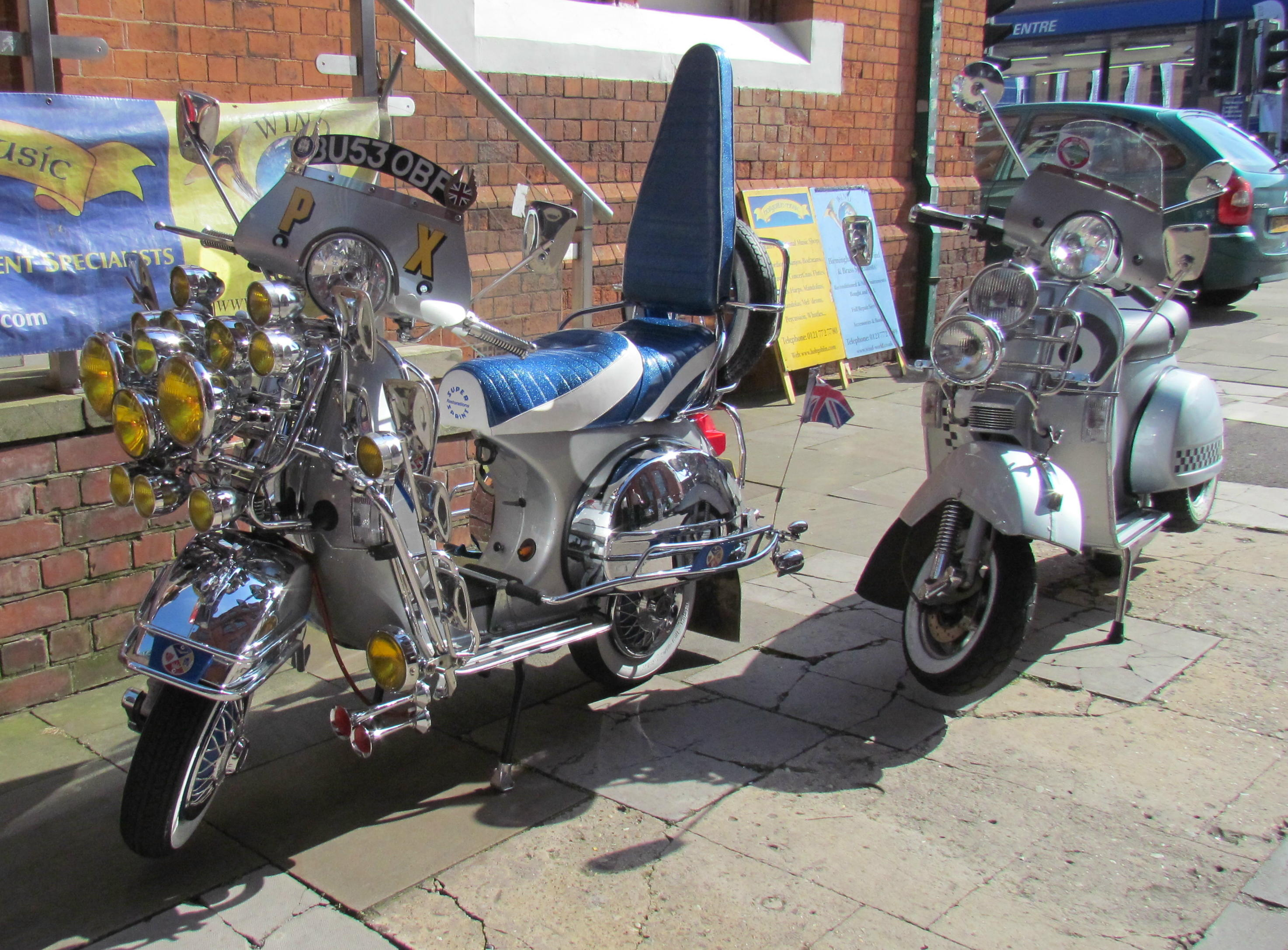
Dues Vespes modificades a l'estil mod/skinhead a Birmingham

El mercat més gran de Vespa a escala mundial continua sent Itàlia, però com a resultat de la subcultura mod que es va desenvolupar a la dècada del 1960, el Regne Unit segueix sent el segon més gran, i en un moment dels anys 60 fou el més gran de tots. L'atractiu de la Vespa per als mods dels 60 era la protecció contra les inclemències del temps que proporciona l'escúter. Els seus equivalents rivals, els rockers, conduïen motocicletes britàniques clàssiques com ara la Triumph Bonneville o les BSA i necessitaven indumentària de cuiro per a protegir-se dels elements. Els mods modificaven les seves Vespa afegint-hi llums, mascotes, accessoris, conjunts de para-xocs i barres de seguretat. Al Regne Unit hi va evolucionar un nou estil de vida, amb milers de seguidors que assistien a concentracions d'escúters.
El predomini de la Vespa va minvar durant la dècada del 1970, a mesura que augmentava la popularitat dels cotxes petits i les vendes de motocicletes barates i fiables com l'Honda Super Cub. Malgrat la introducció de la gamma més moderna 'P' de Vespa als anys setanta, la manca de desenvolupament perjudicava a Vespa i, com a la resta de mercats, les vendes van caure dràsticament durant el boom econòmic dels anys vuitanta. Aleshores, Vespa va presentar la moderna ET2 automàtica, la ciutat de Londres va introduir la congestion charge i -en part gràcies a l'ajuda indirecta del famós xef Jamie Oliver amb la seva sèrie de la BBC2 The Naked Chef- les vendes van revifar.

### Amèrica del Nord
De la mateixa manera que Vespa havia fet servir l'escúter militar Cushman 53 com a inspiració per al seu disseny original, l'empresa va fabricar al seu torn escúters per a Sears, Roebuck & Company (etiquetats i comercialitzats com a escúters "Allstate") i Cushman després de la Segona Guerra Mundial.
Importats per Morton Colby de la Colby General Tire Company (amb seu a 662 East Fordham Road, Bronx, Nova York), els models Sears eren Vespes de 125 cc de 3 i 4 velocitats rebatejades com a Sears Allstate Cruiseaires. Innocenti també va distribuir la seva marca Lambretta a través del catàleg de Montgomery Ward durant aquest període posterior a la Segona Guerra Mundial. Aquestes eren les principals marques d'escúters i oferien preus atractius a molta gent, com ara els pagesos, la relació dels quals amb el món exterior era a través de les compres fetes en aquests catàlegs. Cushman va vendre escúters Vespa rebatejats com a Cushman, però molts dels seus concessionaris es van negar a comercialitzar una màquina "estrangera". Tanmateix, els col·leccionistes actuals valoren la Vespa Cushman perquè és relativament rara.

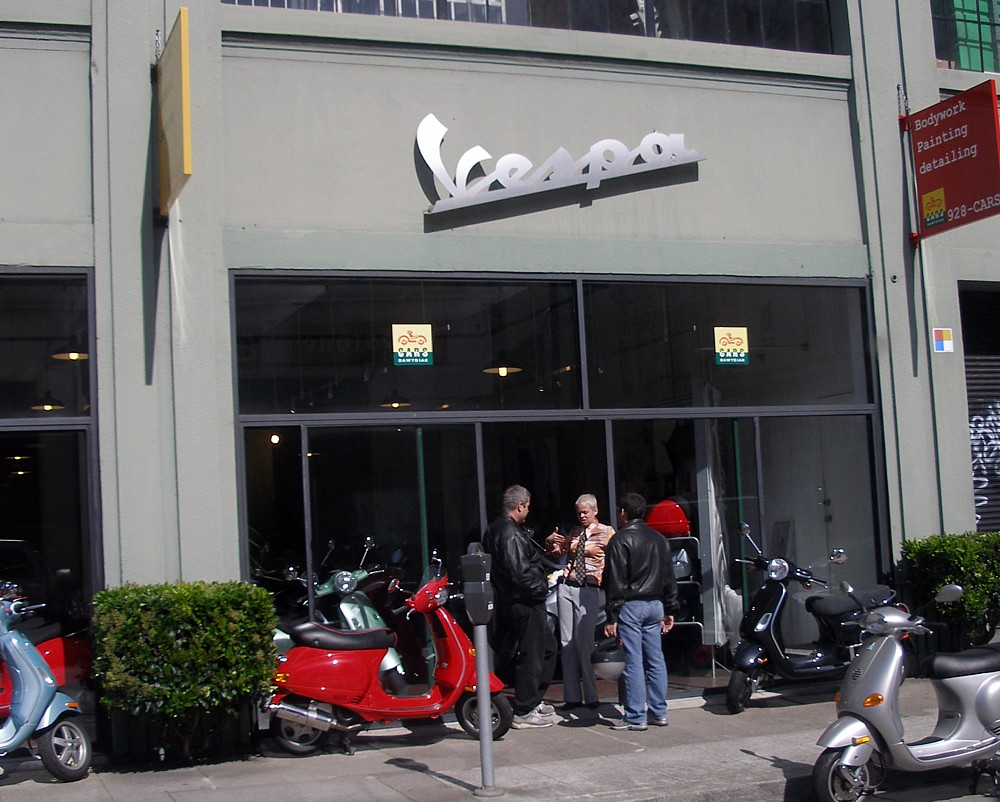
Una Boutique Vespa a San Francisco

Dues costoses demandes de responsabilitat de producte, l'augment de la competència dels escúters japonesos i l'aprovació de les anomenades "lleis verdes" per certs estats van provocar la fallida de l'importador nord-americà de Vespa i la retirada de la marca del mercat nord-americà a finals de 1981.
Durant el període 1981-2001, malgrat l'absència de vendes als Estats Units, les Vespa van continuar tenint un grup bàsic d'entusiastes que van mantenir els escúters d'època a la carretera reconstruint, restaurant i afegint peces de motor que en milloraven el rendiment a mesura que es desgastaven les peces d'estoc.
Vespa va tornar al mercat americà l'any 2001 amb una nova sèrie ET d'estil més modern, en 50 cc de dos i quatre temps, i 150 cc en quatre temps. «Aquests ajustaments en la potència del motor i la producció de Vespes de "turisme" de gamma alta la fan apta per a la conducció en llargues distàncies.» Segons el Motorcycle Industry Council, les vendes d'escúters als Estats Units es van multiplicar per cinc en sis anys, passant de 12.000 unitats el 1997 a 69.000 el 2002. Les vendes de Vespa als Estats Units van augmentar un 27% entre el 2001 i el 2002. Les 65 "Vespa Boutiques" repartides per tots els Estats Units proporcionen als entusiastes dels escúters un lloc on comprar, mantenir i personalitzar les seves Vespa i equipar-se amb tota mena d'elements de marca Vespa, des de rellotges i cascos fins a jaquetes, samarretes i ulleres de sol. Vespa va reiniciar la seva xarxa de vendes als Estats Units obrint la seva primera "boutique" al Ventura Boulevard de Sherman Oaks, Los Angeles.
A la vista de l'enorme augment de les vendes als Estats Units, Vespa va desenvolupar la GT, que s'ofereix com a variant de quatre temps de 200 cc i una variant de 125 cc a Europa. El 2004, Vespa va reintroduir una PX 150 modernitzada als Estats Units. A la tardor de 2005, Piaggio va oferir el seu escúter Vespa més venut de la història, la GTS250 amb motor de 250 cc, disponible a Europa amb ABS. El 2009, Vespa va llançar la GTS 300, la qual pot mantenir velocitats de creuer de 105–113 km/h.

### Àsia/Pacífic

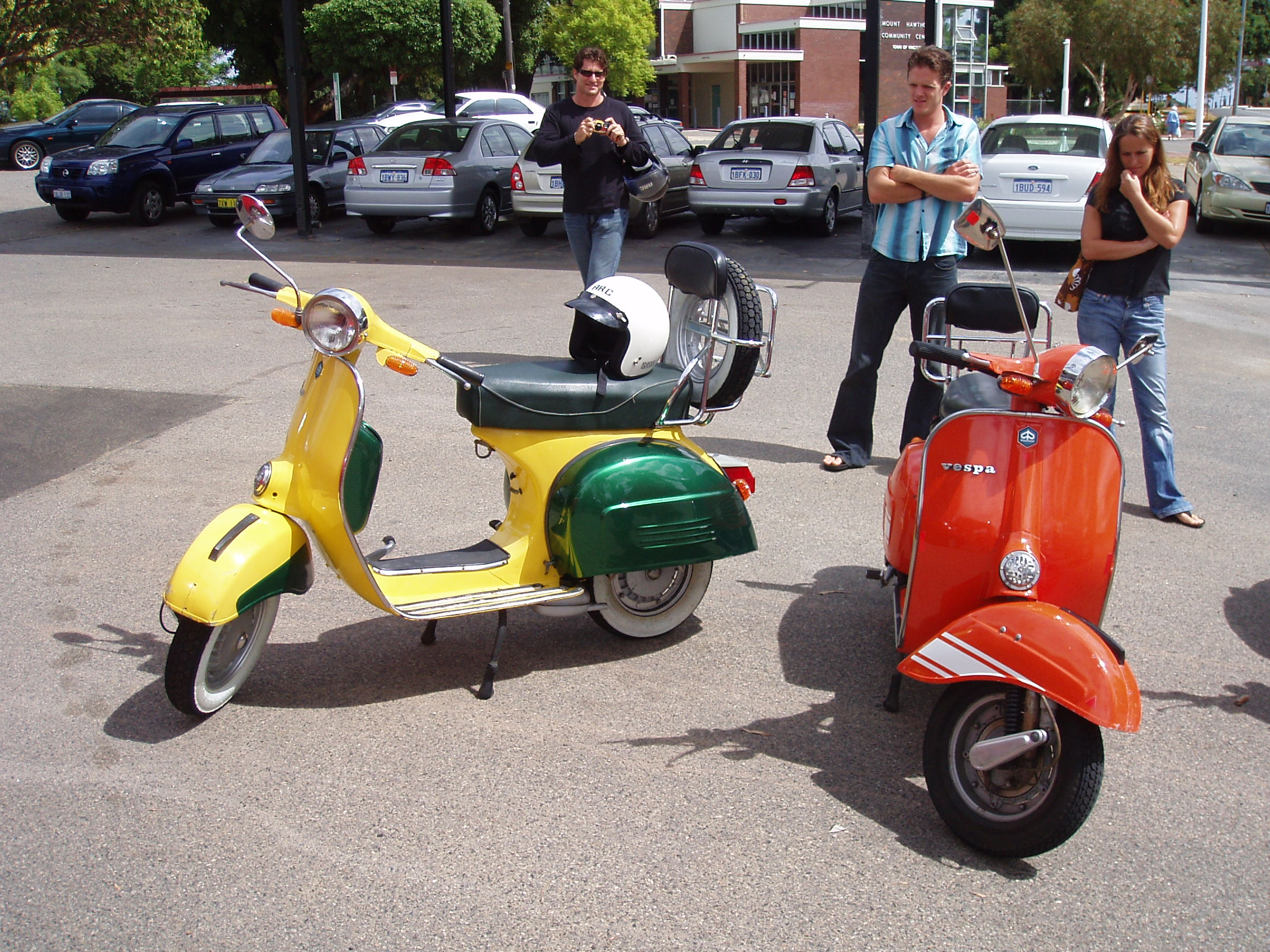
Dues Vespes clàssiques a Perth, Austràlia, el 2005

Vespa ha exportat escúters a Austràlia des de la dècada del 1960. Recentment ha començat a exportar a l'Índia per primera vegada (tradicionalment, aquest mercat estava servit per versions índies amb llicència de la Vespa fetes per LML i Bajaj). Vespa produeix alguns dels seus escúters a Vietnam i també n'hi ha venut dels italians.

## Producció fora d'Itàlia
Els escúters Vespa es van vendre més enllà d'Europa i Amèrica del Nord. En expandir-se a aquests mercats, era habitual que Vespa s'associés amb fabricants locals o els llicenciés determinats models.

### Índia
Piaggio va llicenciar per primera vegada la producció d'escúters Vespa a l'Índia als anys 60 a Bajaj Auto. El 1971, la llicència de Piaggio no es va renovar com a part dels programes de privatització de l'aleshores primera ministra Indira Gandhi. Després d'acabar la col·laboració, Bajaj va continuar produint escúters basats en el disseny de la Vespa i comercialitzant-los com a Chetak.
Un altre soci de Vespa a l'Índia va ser LML Motors. Començant com a aliança d'empreses amb Piaggio el 1983, LML, a més de ser un gran proveïdor de peces per a Piaggio, va produir els escúters de la sèrie P per al mercat indi. El 1999, després d'una llarga disputa amb el seu soci italià, LML va comprar la participació de Piaggio a l'empresa i l'associació va cessar. LML va continuar produint (i també exportant) la variant de la sèrie P coneguda com a Stella al mercat dels Estats Units i amb altres noms en diferents mercats. LML Factory, que produïa aquestes variants de la sèrie P, va emetre un comunicat d'insolvència el 2 de juny del 2017 i va tancar definitivament el 2018.
A l'Auto Expo de Nova Delhi del 2012, l'emblemàtica Vespa va tornar a entrar al mercat indi quan Piaggio hi va presentar la seva gamma d'escúters. Aquesta era la primera iniciativa d'aquest tipus a l'Índia de Piaggio sense comptar amb un soci local.

### Indonèsia

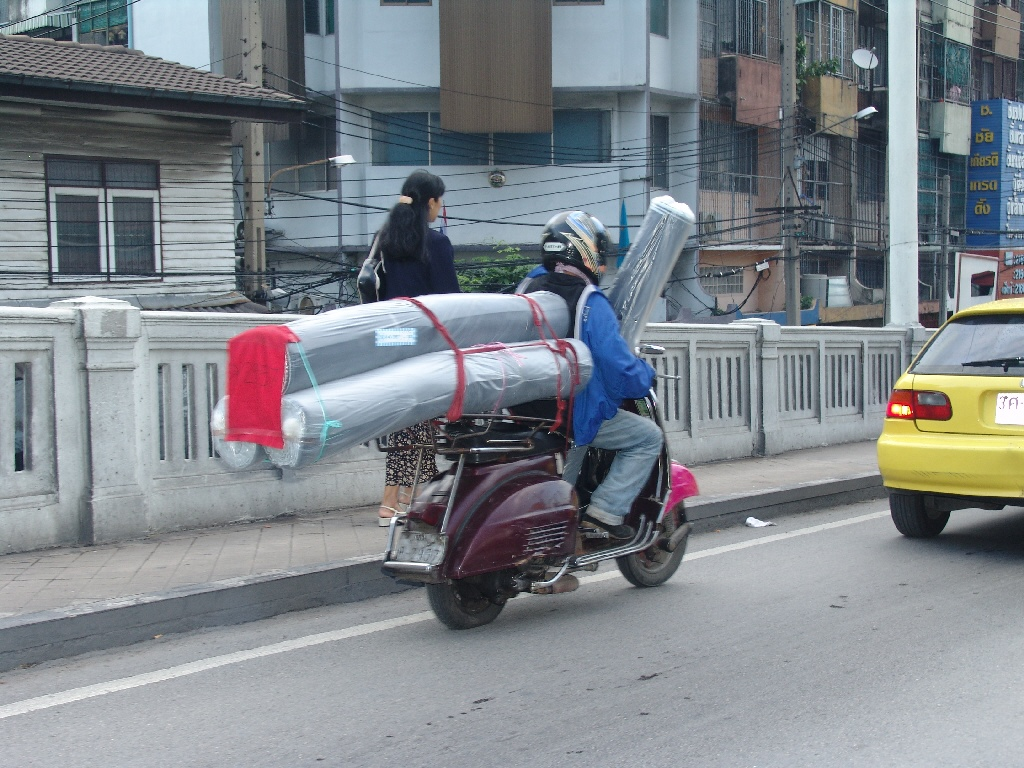
Una Vespa emprada per a transportar càrrega a Tailàndia (2004)

Danmotor Vespa Indonesia (DMVI) va ser una aliança d'empreses entre inversors indonesis i la East Asiatic Company, amb seu a Dinamarca. Entre 1972 i 2001, va produir Vespes sota llicència per al mercat indonesi. El 1976 se'n van produir aproximadament 40.000 unitats, cosa que donava a DMVI el tercer lloc dins el mercat d'escúters a Indonèsia. Els incentius fiscals del govern van permetre que aquests escúters s'exportessin a Tailàndia a un preu inferior al del mercat nacional, de manera que fossin competitius econòmicament.
DMVI només produïa models de 90 i 150 cc. A partir de 1972, l'empresa es va ubicar en una fàbrica especialment construïda a Pulo Gadung, la qual es va ampliar considerablement el 1977 per a fabricar-hi també subcomponents a causa d'un decret governamental que establia que s'havia d'emprar una proporció més alta de productes nacionals en la fabricació. Els subcomponents també es compraven a altres fabricants indonesis després que la seva qualitat hagués estat aprovada per Piaggio.

### Taiwan
Vespa ha mantingut diverses associacions i presència a Taiwan. El 1965, Taiwan Vespa Co Ltd va obtenir la llicència per a la producció d'escúters Vespa. De 1972 a 1982, Vespa va col·laborar amb el fabricant d'escúters PGO. El 1978, Vespa va iniciar una col·laboració amb TGB, que fins a cert punt continua fins als nostres dies amb la producció de transmissions CVT.

### Regne Unit

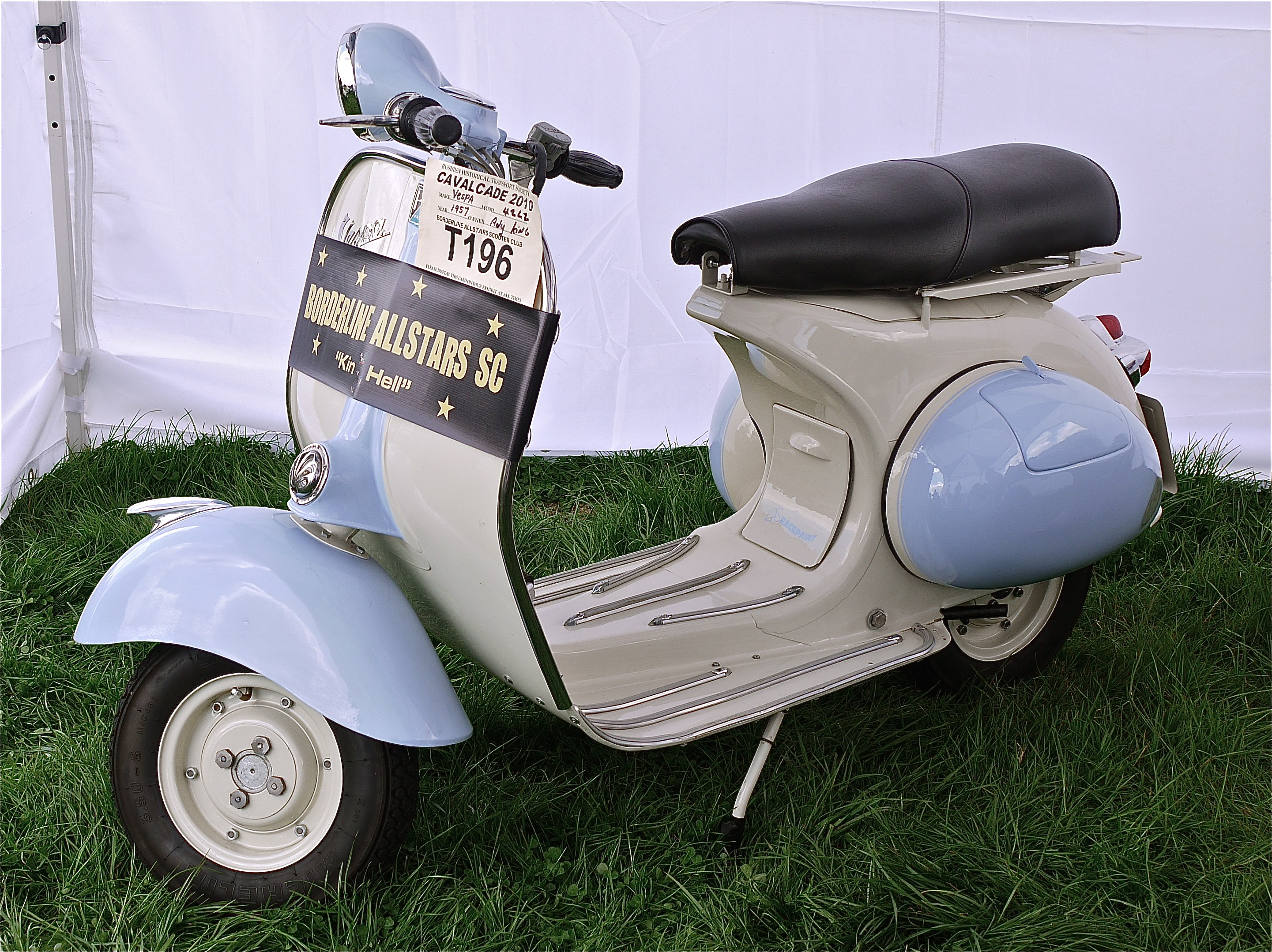
Una Vespa "Douglas" de 1957

El 1951, el fabricant de motocicletes Douglas va iniciar la producció d'escúters Vespa amb llicència de Piaggio a Bristol, amb un mercat potencial que incloïa alguns països de la Commonwealth a més del Regne Unit. Aquell mateix any es va celebrar primera reunió dels nous clubs d'escúters Vespa, amb prop de 20.000 conductors que es van presentar a l'esdeveniment.
Westinghouse va adquirir Douglas el 1955, i mentre que la producció de motocicletes d'aquesta marca es va aturar el 1957, la d'escúters Vespa va continuar fins al 1965.
Douglas era més que una simple planta de muntatge de peces importades de Piaggio; molts dels models fabricats per Douglas tenien un alt percentatge de contingut fabricat per la pròpia empresa (per exemple, culates, caixes de canvi, tambors de fre i altres peces mecàniques) o per empreses subministradores del Regne Unit (com ara seients, carburadors, pneumàtics i alguns components elèctrics). Els models fabricats per Douglas eren principalment la Vespa 125 i 150 (VBB).
Douglas produïa Vespes que sovint eren obsoletes en comparació amb els models italians contemporanis. L'empresa no va assolir les xifres de producció esperades per Piaggio, tot i que després que la producció cessés el 1965, Douglas va seguir sent l'importador per al Regne Unit dels escúters Vespa fins a la seva desaparició el 1982.

### Espanya

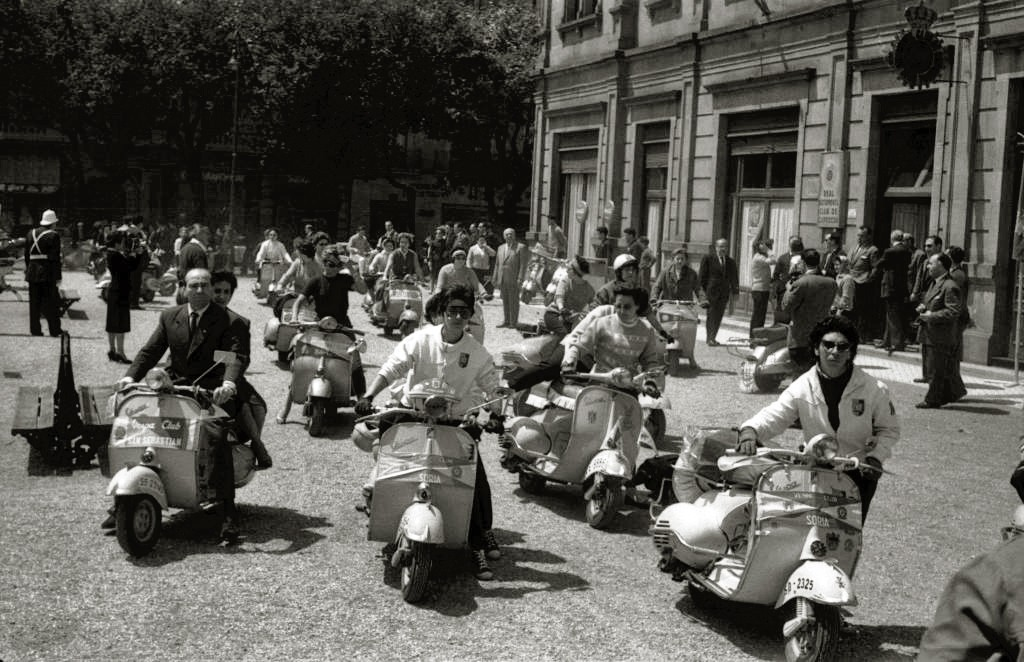
Competició femenina de Vespa a Donostia el 1959

El 1953, l'empresa Moto Vespa SA va iniciar la producció de les Motovespa a una fàbrica de nova planta a Madrid. Els accionistes majoritaris de la societat eren, a més de Piaggio, l'INI i el Banco Urquijo. El 1968, l'empresa espanyola va crear un producte propi per tal d'afrontar la caiguda de vendes d'escúters al país, el ciclomotor Vespino, que va possibilitar el manteniment de la producció de Vespes a Espanya fins al 2000. Pocs anys abans, el 1996, Piaggio havia adquirit la majoria de les accions de Moto Vespa i començat un procés de deslocalització que va acabar amb el tancament de la fàbrica de Madrid, que fou enderrocada el 2001.

### Unió Soviètica
Entre 1956 i 1966, Vyatka va construir i vendre a l'URSS una versió no autoritzada d'enginyeria inversa de la Vespa. Aquest model va ser retirat després de les protestes de Piaggio.

## Competició
Al tombant de la dècada del 1950, els escúters Vespa i Lambretta competien amb èxit contra motocicletes, sovint guanyant les curses. A mitjan dècada del 1960, els motors de les motocicletes es van fer més grans i més ràpids i, per tant, es va establir una classificació separada en funció de la cilindrada de les motos. Des de la dècada del 1980, les curses de Vespa i Lambretta s'han convertit en un esport seriós als Estats Units, on n'hi ha diverses categories o "classes" en funció de l'entitat organitzadora. Generalment són aquestes:
- Small Frame Class: Classe oberta fins a 152 cc
- Automatics Class
- Specials Class

## La Vespa al cinema
Algunes aparicions de la Vespa al cinema:

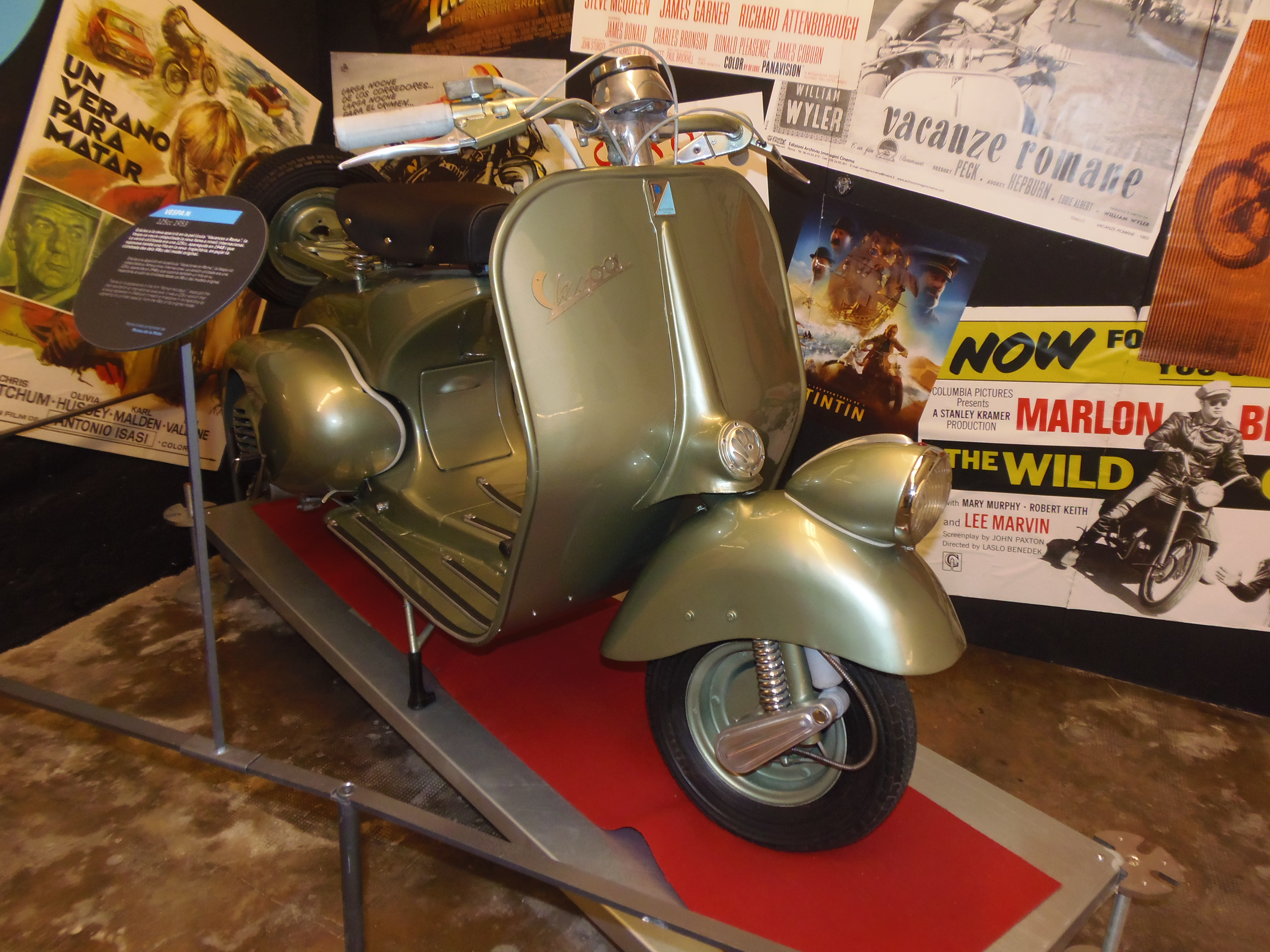
Una Vespa N 125 cc de 1953, el model que aparegué a Vacances a Roma

- Vacances a Roma (1953): Gregory Peck i Audrey Hepburn passegen per Roma dalt d'una Vespa.
- Le notti di Cabiria (1957): Apareixen dues Vespes en una escena clau.
- La dolce vita (1960): La Vespa simbolitza l'estil de vida a Roma.
- La gran familia (1962): La Vespa és el vehicle amb què es desplaça Albert Closas, el pare.
- Quadrophenia (1979): Phil Daniels interpreta un jove mod anomenat Jimmy, qui condueix una Lambretta. La resta de mods (entre ells, Sting) també condueixen models de Vespa o Lambretta.
- Amanece, que no es poco (1988): El pare li regala una Vespa amb sidecar al seu fill per haver matat a la seva mare.
- Estimat diari (Caro diario) (1993): Nani Moretti, director i actor, condueix una Vespa a l'agost.
- Saved! (2004): Patrick Fugit condueix una Vespa.
- Alfie (2004): Jude Law es mou per Manhattan en una Vespa blava i blanca.
- The Interpreter (2005): Nicole Kidman escapa dels dolents a Nova York conduint una Vespa
- Missió: Impossible III (2006): Tom Cruise circula entre Vespes en una missió.
- Luca (2021): En Luca compra una Vespa per anar a veure món.

## Models
Hi ha hagut 34 versions diferents de la Vespa. Actualment se'n produeixen cinc sèries: la clàssica amb transmissió manual PX i les modernes amb transmissió CVT S, LX, GT i GTS.

### Històrics
| - Paperino – El prototip original fet el 1945 a Biella - Vespa 150 TAP – Una Vespa modificada del cos de paracaigudistes francesos per a transportar (no pas disparar) una arma antitanc. - VNC Super 125 - VBC Super 150 - VBA 150 - VB1 150 - VBB 150 - 125 GT - V9A - VNA - VNB 125 - Vespa U - "U" d'"utilitària". Model de 1953 al preu de 110.000 lires (cap a 57 euros al canvi). Se'n varen produir 7.000. - GS 150 - GS 160 - SS 180 - Vespa 90 (3 velocitats) - Vespa 50 (3 velocitats) - SS50 (4 velocitats) - SS90 (4 velocitats) - 90 SS Super Sprint - 150 GL - 90 Racer - 125 TS - 100 Sport - 125 GTR - VLB 150 Sprint - VLB 150 Sprint Veloce (Vespa Sprint) - 180 Super Sport - Rally 180 - Rally 200 - 125 Nuova (VMA-1T) - Preludi de la Primavera - Primavera 125, també ET3 (versió de 3 ports) | - PK 50 - PK 50 XL - PK 50 Roma (Automàtic) - 50 S - 50 Special - 50 Special Elestart - 50 Sprinter / 50 SR (D) - 50 Special Revival (Limitada a 3.000 unitats només per a Itàlia, llançada el 1991) - COSA 1 - 125 cc, 150 cc, 200 cc - COSA 2 - 125 cc, 150 cc, 200 cc - P 80 / P 80 E (França) - P 80 X / PX 80 E (França) - PK 80 S / Elestart - PK 80 S Automatica / Elestart - PK 100 S / Elestart - PK 100 S Automatica - PK 100 XL - P125ETS - PK 125 XL / Elestart - PK 125 S - PK 125 E - PK 125 Automatica (transmissió automàtica) - Vespa P 150 S - P 125 X - PX 125 E/Electronic - P 200 E - PX 200 E FL - PX 200 Serie Speciale (Limitada a 400 unitats numerades només per al Regne Unit) - T5 / Elestart (motor de 5 ports 125 cc sèrie P) - T5 Classic (motor de 5 ports 125 cc sèrie P) - T5 Millennium (motor de 5 ports 125 cc sèrie P) (Limitada a 400 unitats numerades només per al Regne Unit) |

### Recents
- ET2 50 - 2T
- ET4 50 - 4T
- ET4 125 (Euro Model)
- ET4 150 (Euro Model)
- ET4 150 (US model)
- ET8 150 (Eastern model)
- GT 125 (Granturismo 125)
- GT 200 (Granturismo 200)
- GTS 250ie

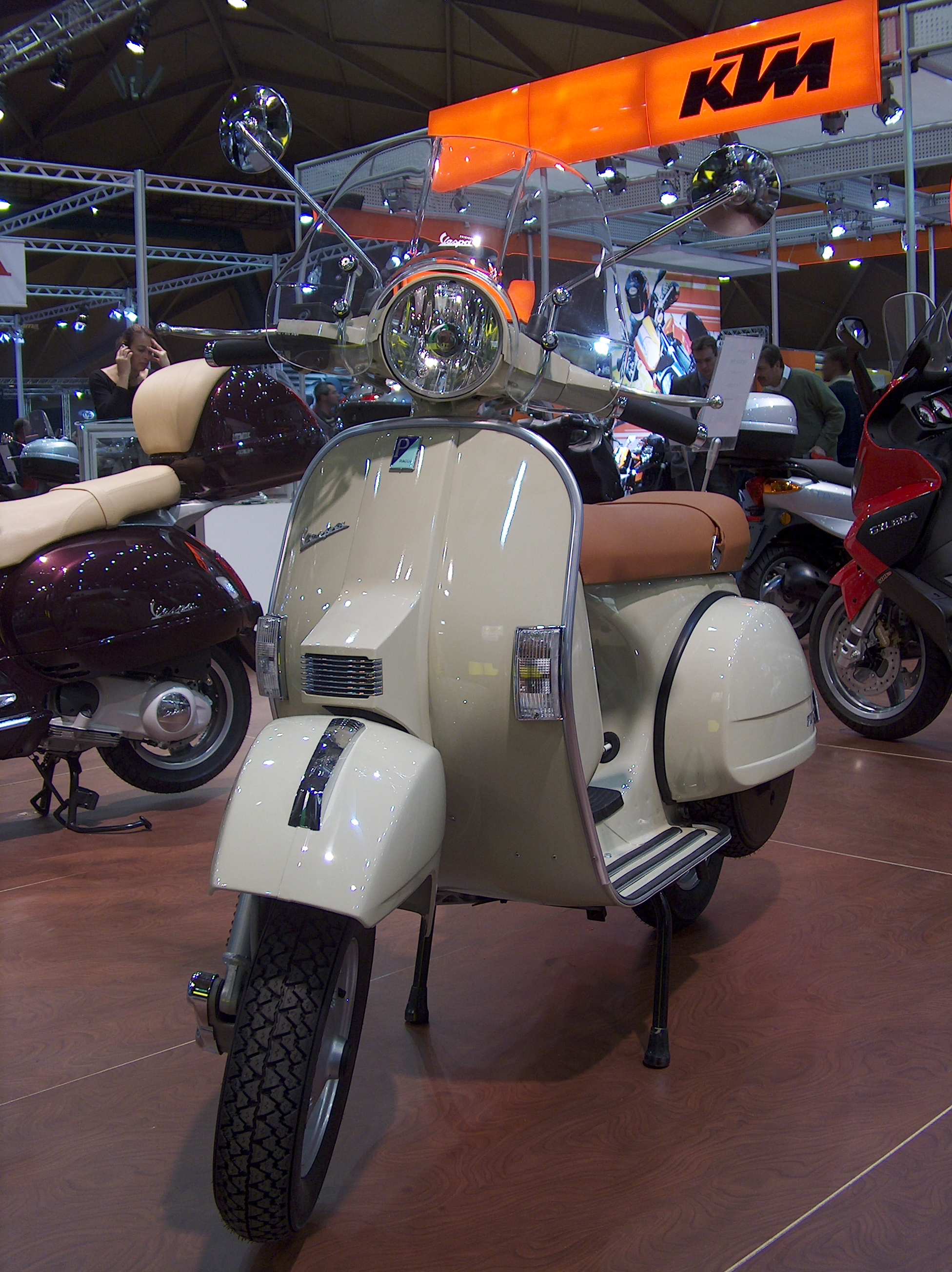
La PX 125 del 2006

- GTS 250 Super - Només es va vendre breument als EUA mentre el motor de 278 cc que duia la 300 Super encara no havia estat aprovat per al seu ús. Fou substituïda ràpidament per la GTS 300 Super.
- PX 125
- PX 150 (rellançada als EUA i el Canadà el 2004)
- PX 200
- PL 170

### Actuals
- LX 50
- LX 125
- LX 150

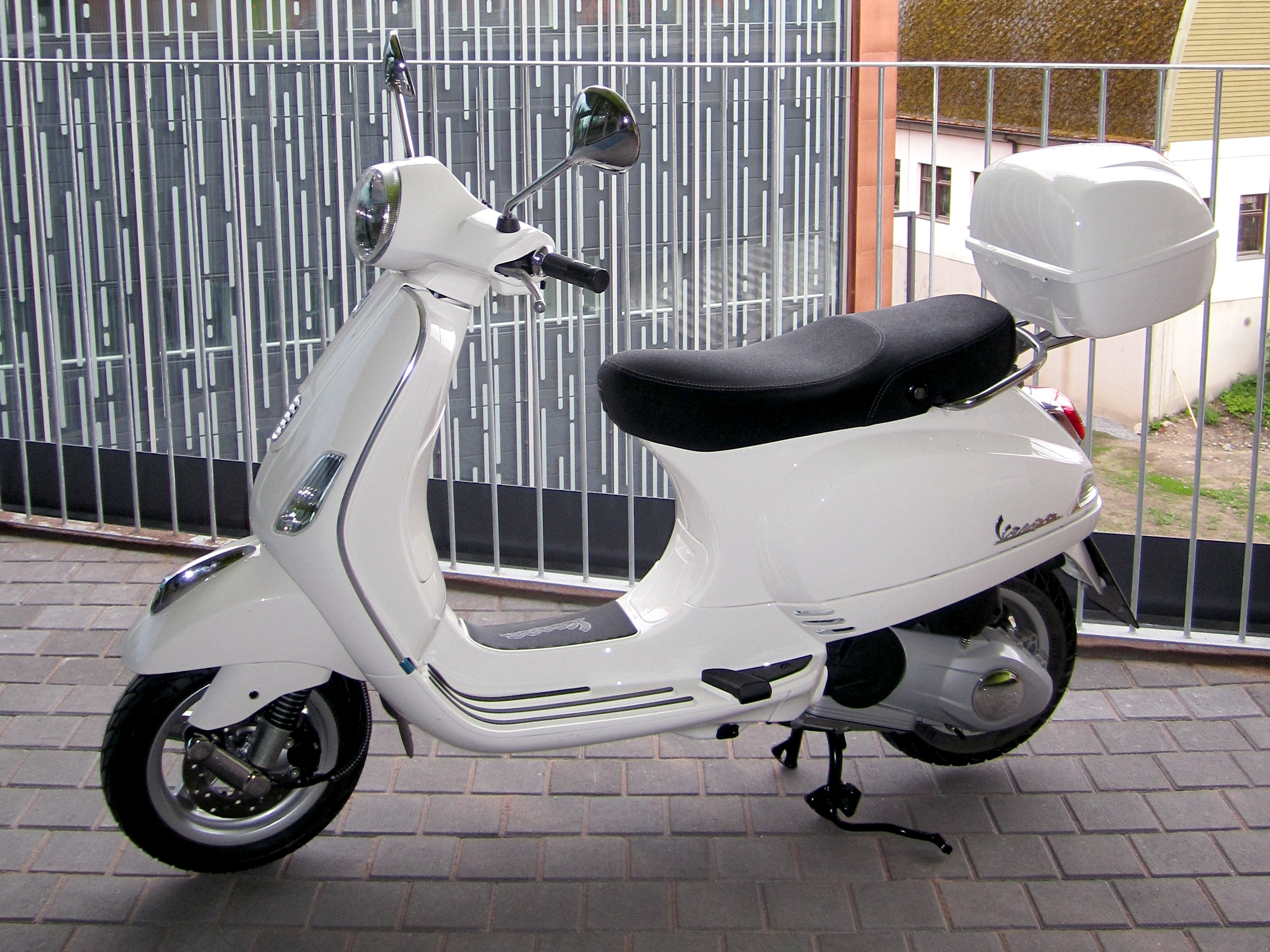
Vespa LX 150 del 2013

- LXV 50 (65è aniversari, variant de la LX50)
- LXV 125 (65è aniversari, variant de la LX125)
- LXV 150 i.e.
- GT 60° 250 cc Limited Edition. Se'n van produir 999 per a tot el món en colors únics i cadascuna rebé un distintiu commemoratiu, personalitzat amb les inicials del propietari. Duu el far muntat al parafang anterior, un detall compartit només amb la GTV 250.
- GTS 125
- GTS 150
- GTS 250ie
- GTS 250 i.e. abs
- GTS 300 (2010)
- GTS 300 Super (2008)
- GTV 125 (65è aniversari, variant de la GTS 125)
- GT 60 (60è aniversari, variant limitada de la GTS 250). Duu el far muntat al parafang com a homenatge a les Vespes originals.
- GTV 250 Standard, model basat en la GTS250ie. Semblant a la GT60, però disponible amb gran varietat de colors.
- GTV 300ie
- PX 30 125 (edició limitada, només se'n van produir 1.000 per a celebrar els 30 anys de la gamma P[28])
- Nova PX 2011 150 (i més tard, també 125); no només una edició limitada: el 2011, la sèrie PX es va reiniciar per a ser produïda a Itàlia després d'una absència de 3 anys a causa de la restricció de la Unió Europea sobre les emissions dels motors Euro III, no implementada. Amb motiu del 150è aniversari de la unificació italiana, Piaggio va proposar aquesta versió especial, amb un selló redissenyat però amb la mateixa "experiència Vespa".[29]
- S 50 i S 125 nou model 2007, presentat al Motorshow de Milà el novembre del 2006
- S 150 (2008)
- Zafferano 50 cc i 125 cc (edició limitada, només se'n van produir 200)[30]
- Vespa Primavera 50 / 125 (a partir del 2014, aquest serà el model actual i reemplaçarà la LX)
- Vespa Sprint 50 / 125 (a partir del 2014, aquest serà el model actual i reemplaçarà la S)

### Vespa 946

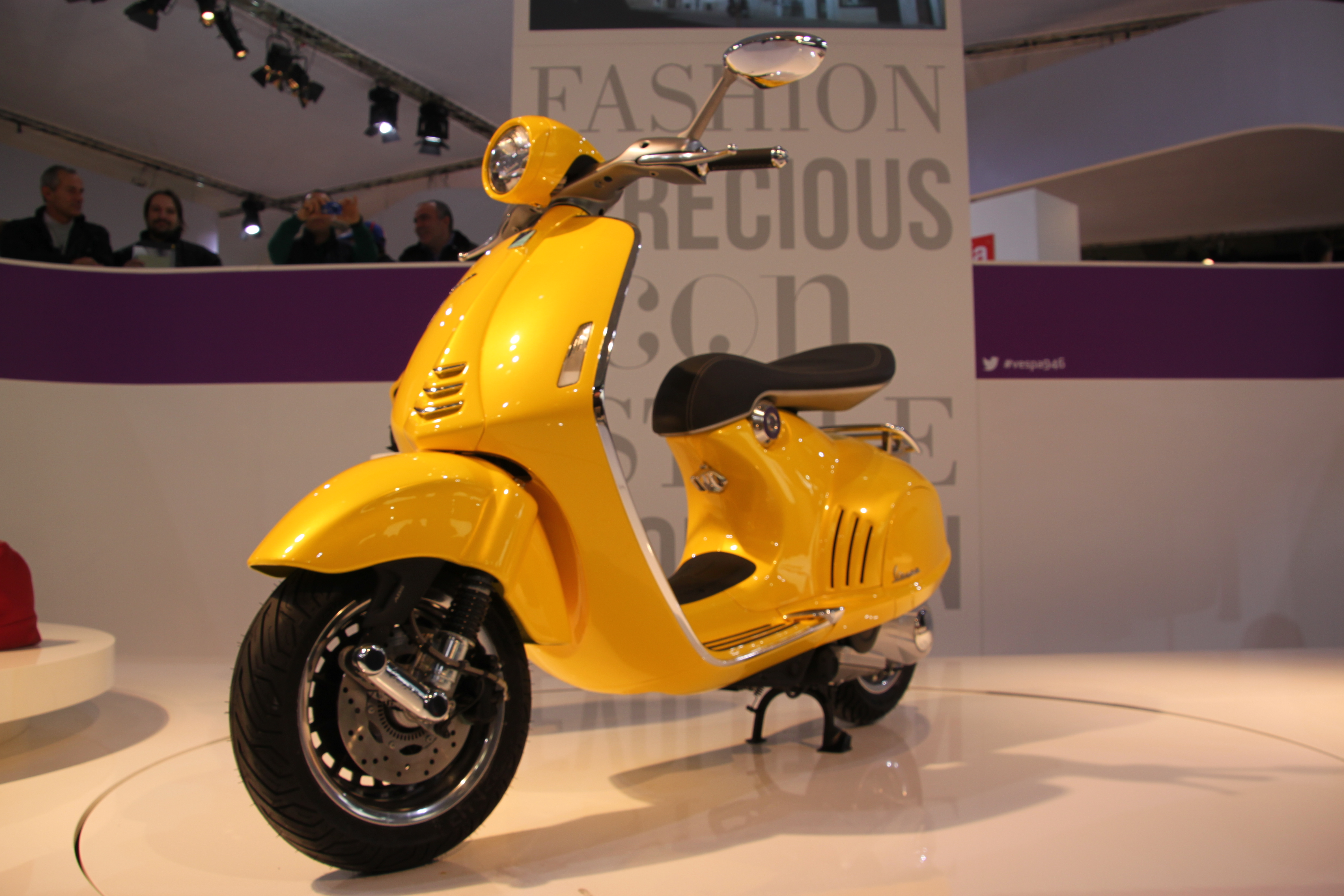
Vespa 946 en exposició el 2011

La Vespa 946 (per l'any de llançament de la Vespa, 1946) és un escúter Piaggio que es vengué sota la seva marca Vespa a partir del juliol del 2013. Piaggio va presentar la retro-futurista Vespa Quarantasei, una moto conceptual basada en el prototip Vespa MP6 de 1945, al saló de motocicletes EICMA de 2011. La versió final de producció, rebatejada com a Vespa 946, va aparèixer l'any següent, a l'EICMA del 2012. La 946 anava equipada amb el nou motor monocilíndric multivàlvula refrigerat per aire de Piaggio, amb una potència anunciada d'11.7 hp (8.7 kW) per a la cilindrada de 125 cc i 13 hp (9.7 kW) per a la versió de 150 cc.

### Vehicles elèctrics

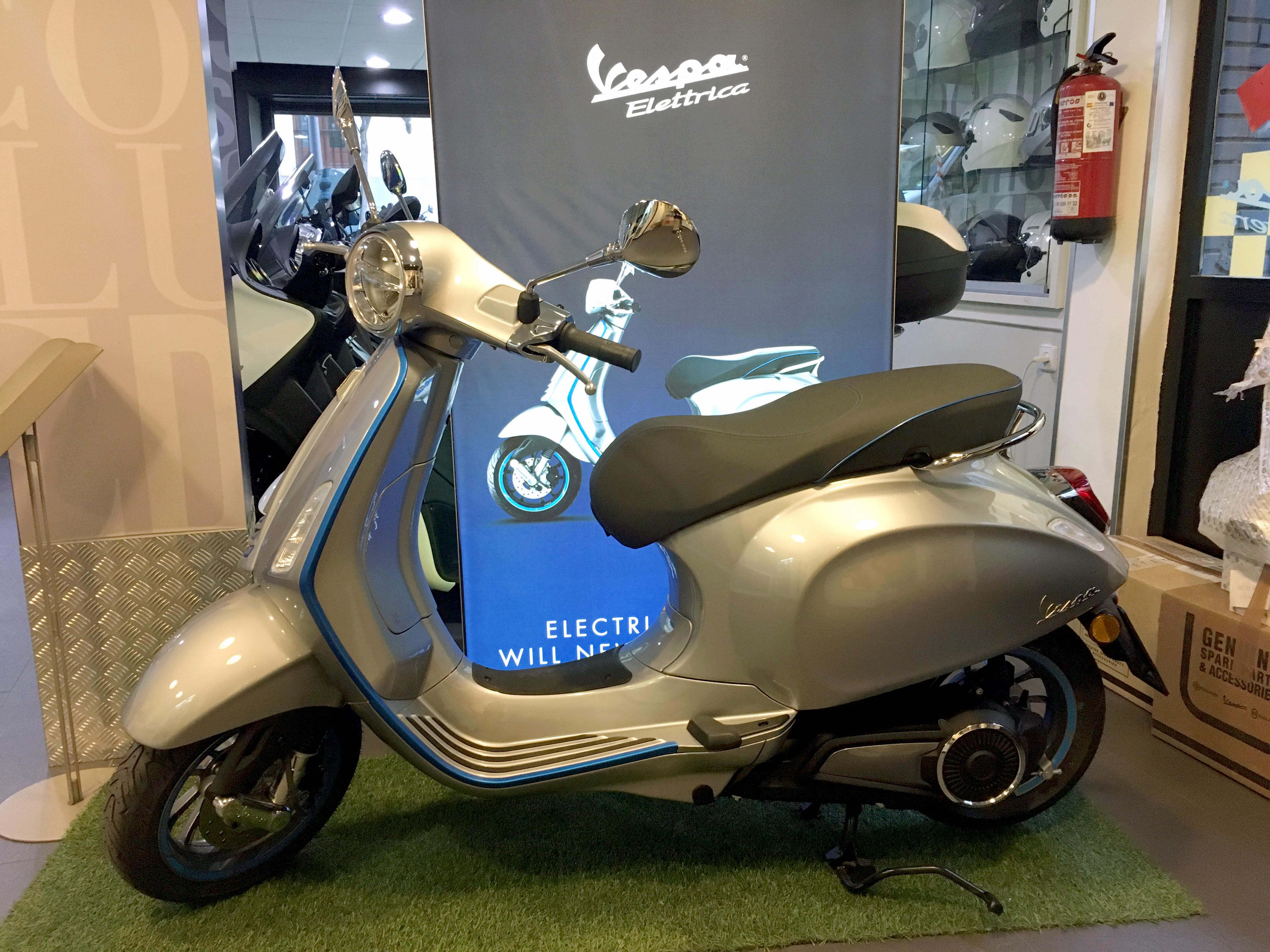
Una Vespa Elettrica a Madrid (2019)

La Vespa Elettrica té una bateria de 2 kW i una autonomia de 100 km. N'hi ha també una versió híbrida amb una autonomia de 200 km. Piaggio en començà la producció el setembre del 2018 i la llançà a començaments del 2019.

#### Híbrids
Piaggio/Vespa està desenvolupant una gamma d'escúters híbrids. Actualment se n'estan desenvolupant dos models basats en la Vespa LX 50 i el Piaggio X8 125.

### Especials
Màquines úniques i especials:
- Montlhéry – produïda el 1950 per a batre rècords mundials al circuit francès de Montlhéry. Va batre 17 rècords en 10 hores.
- Torpedo – versió especial de 125 cc del 1951 amb pistons contraposats. Dino Mazzoncini va establir-hi el rècord mundial del quilòmetre a una mitjana de 171 km/h.

### Galeria d'imatges

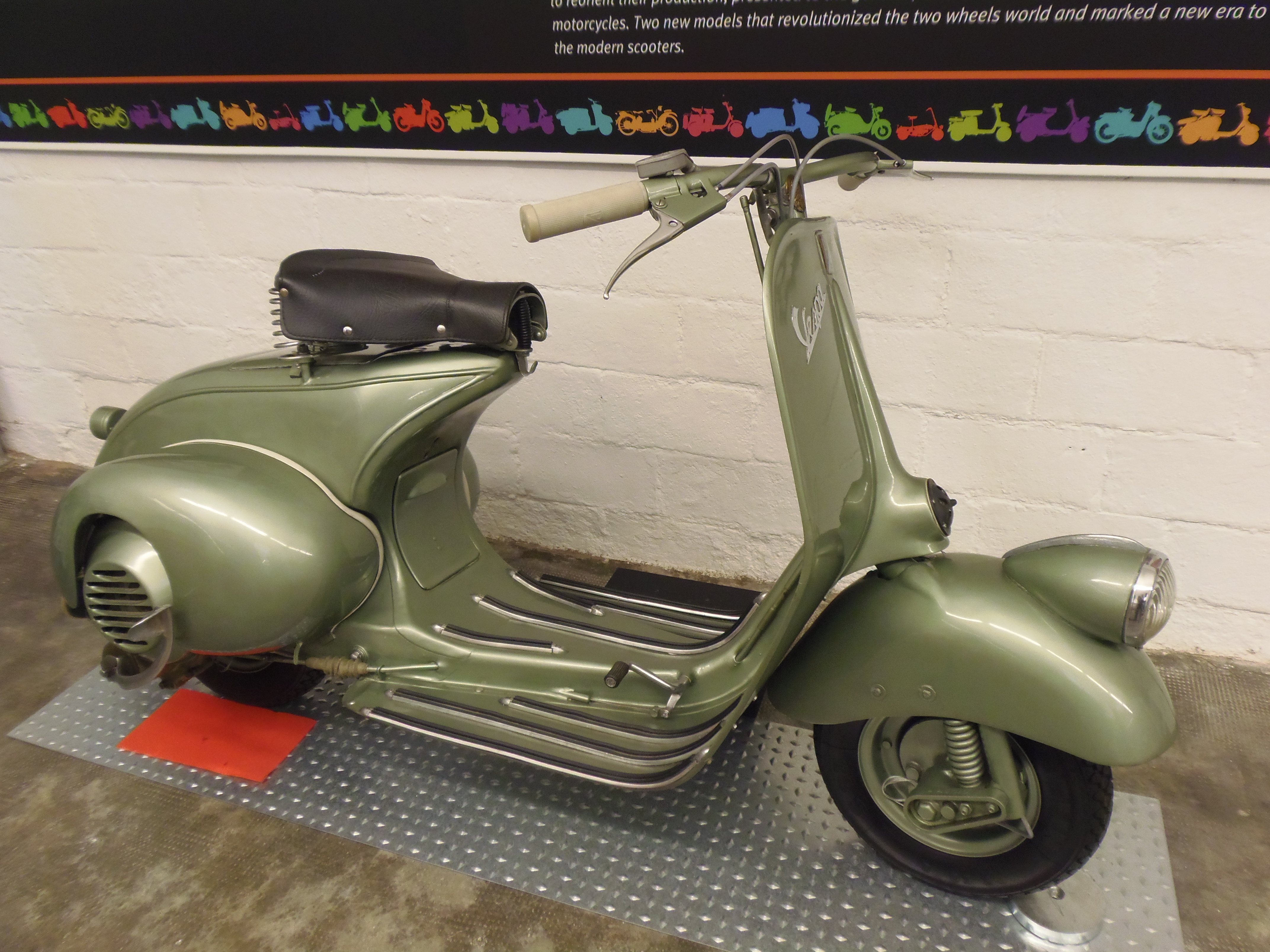
Vespa 125 de 1948
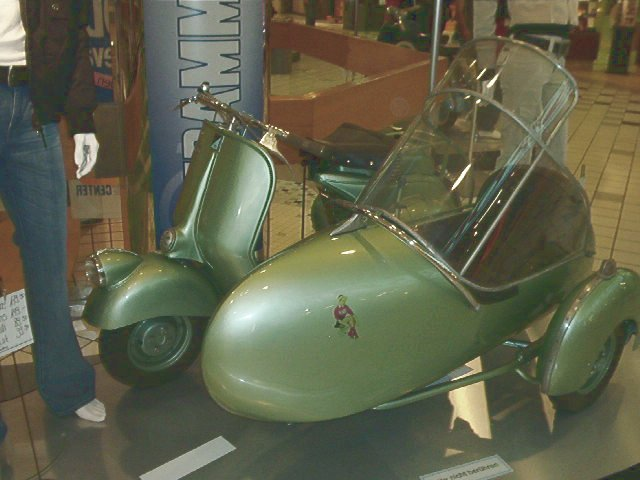
Vespa original amb sidecar
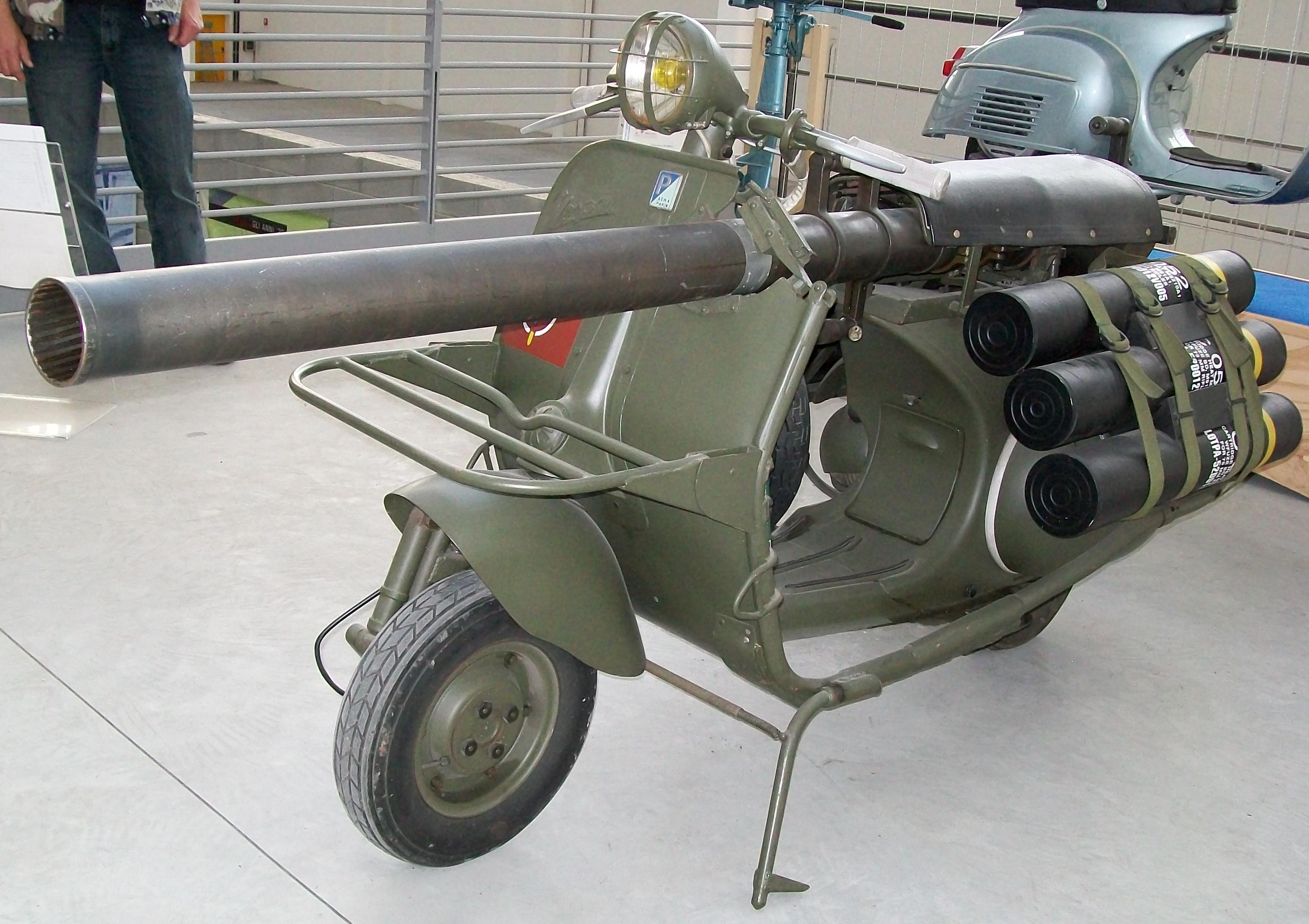
Vespa 150 TAP militar (1956-59)
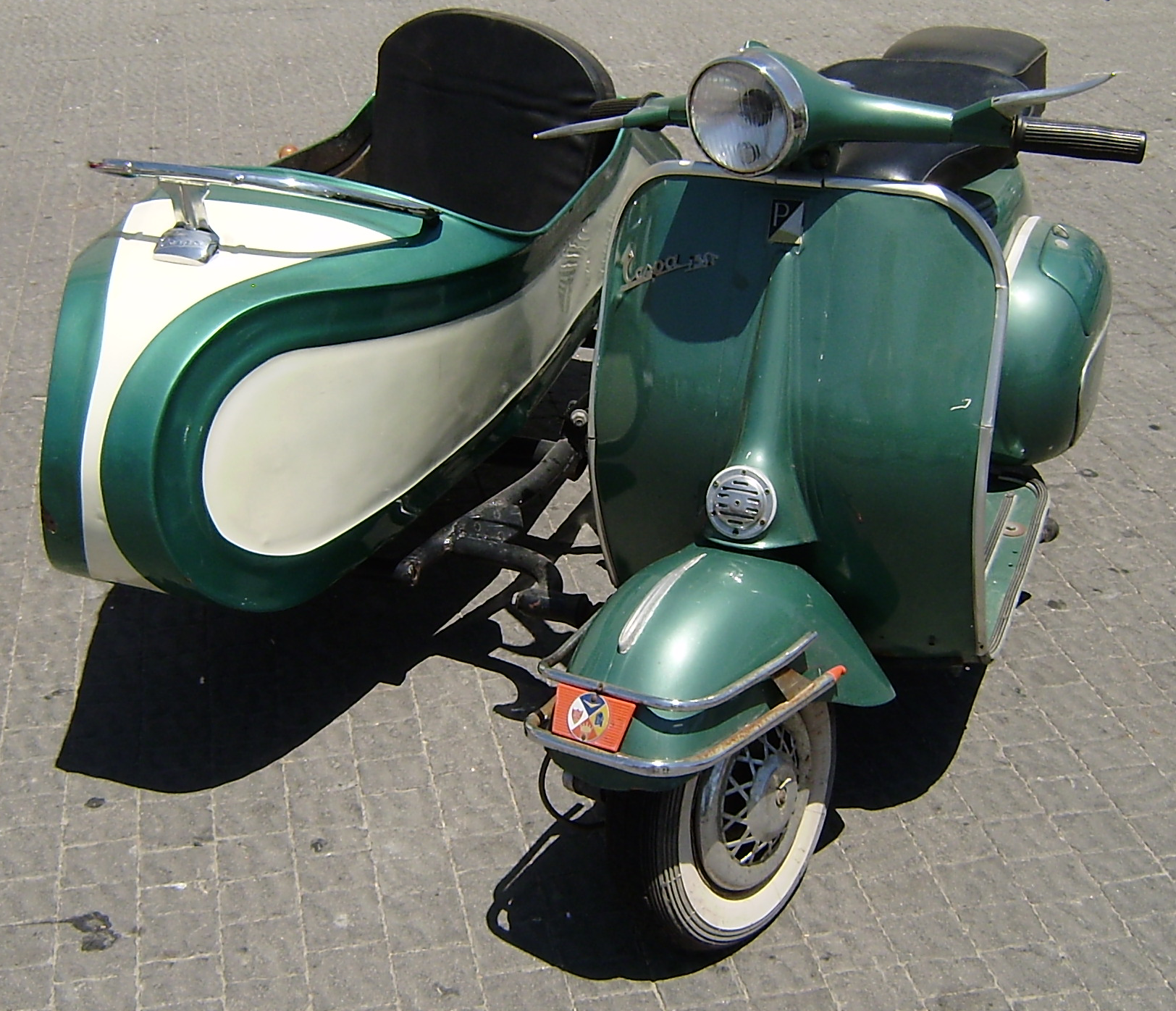
Vespa amb sidecar dels 60
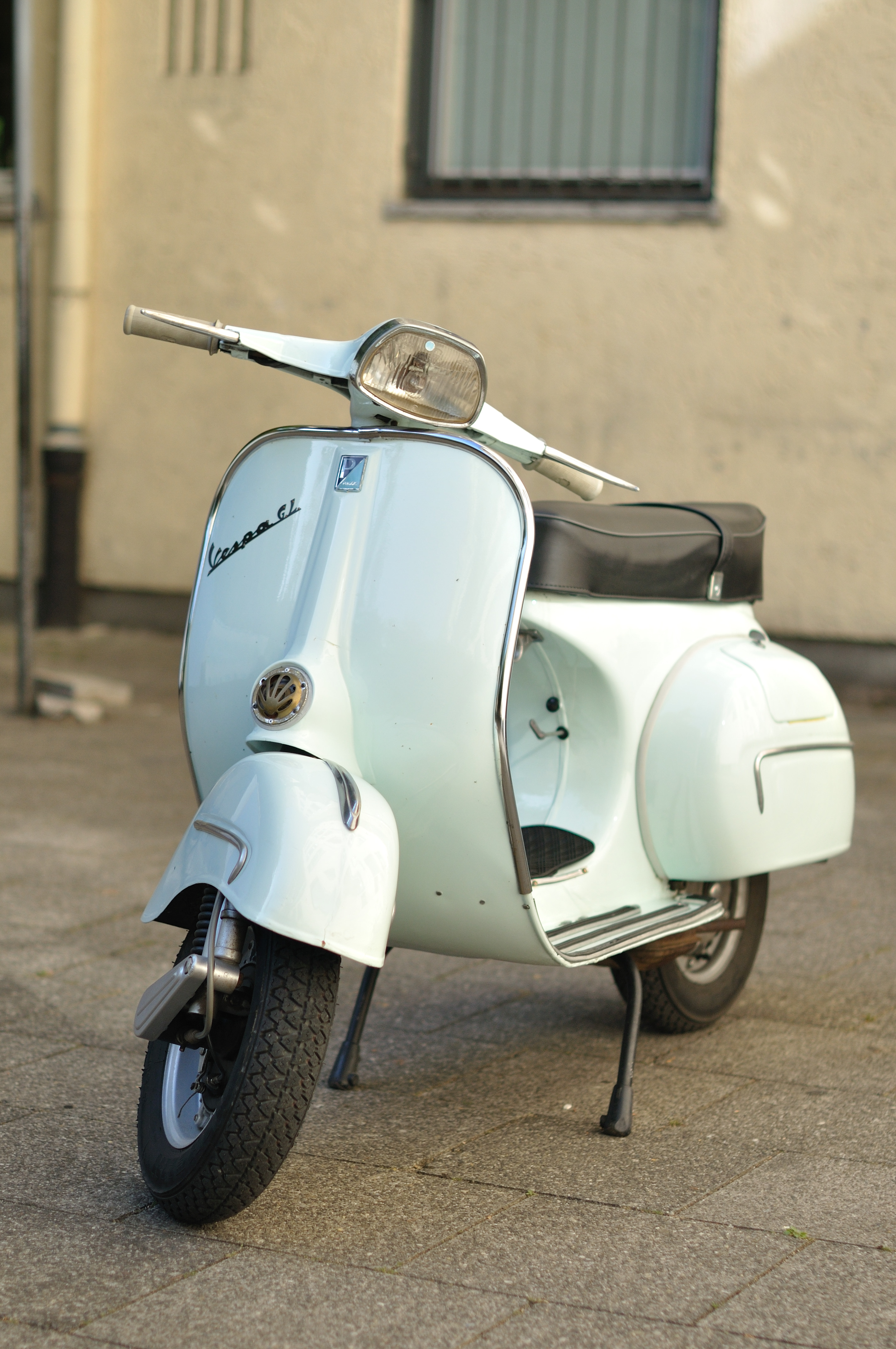
Vespa 150 GL de 1963

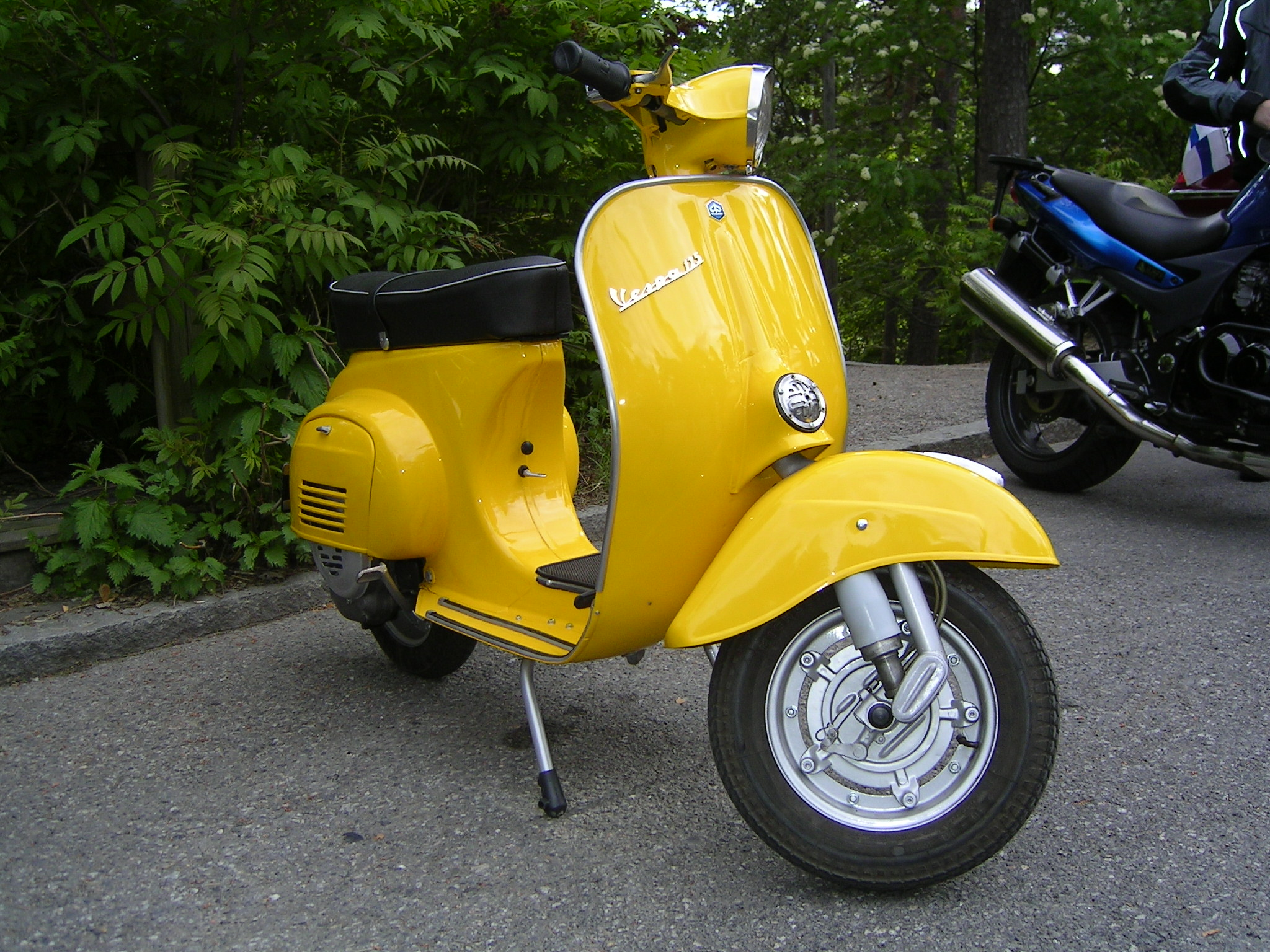
Vespa Primavera 125 (1967-76)
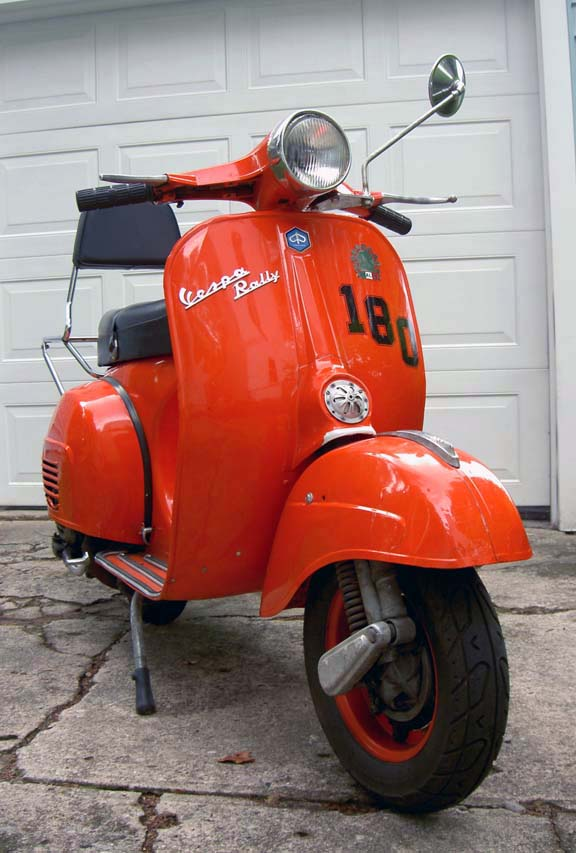
Vespa Rally 180 de 1969
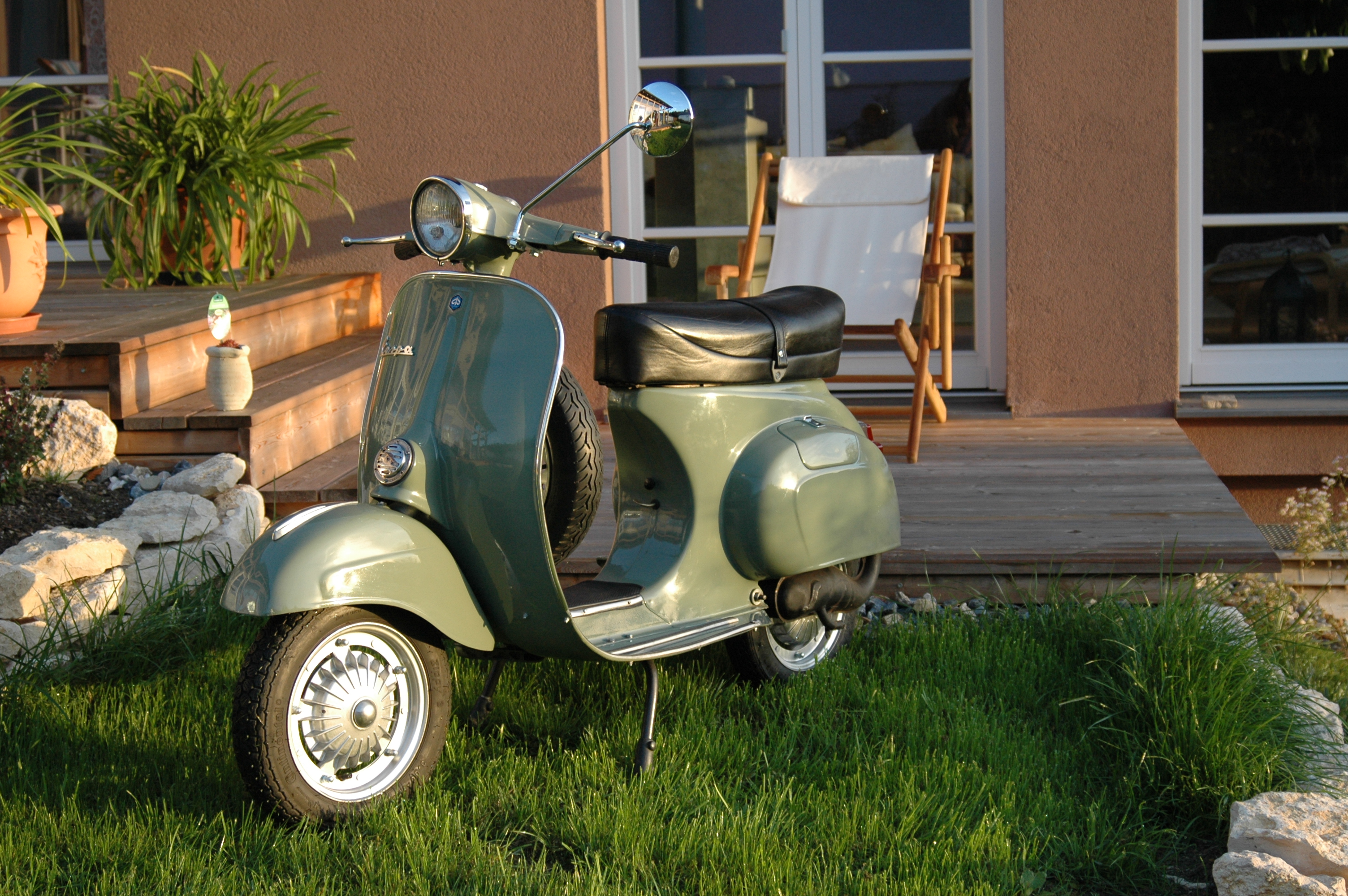
Vespa Primavera ET3 (1976-83)
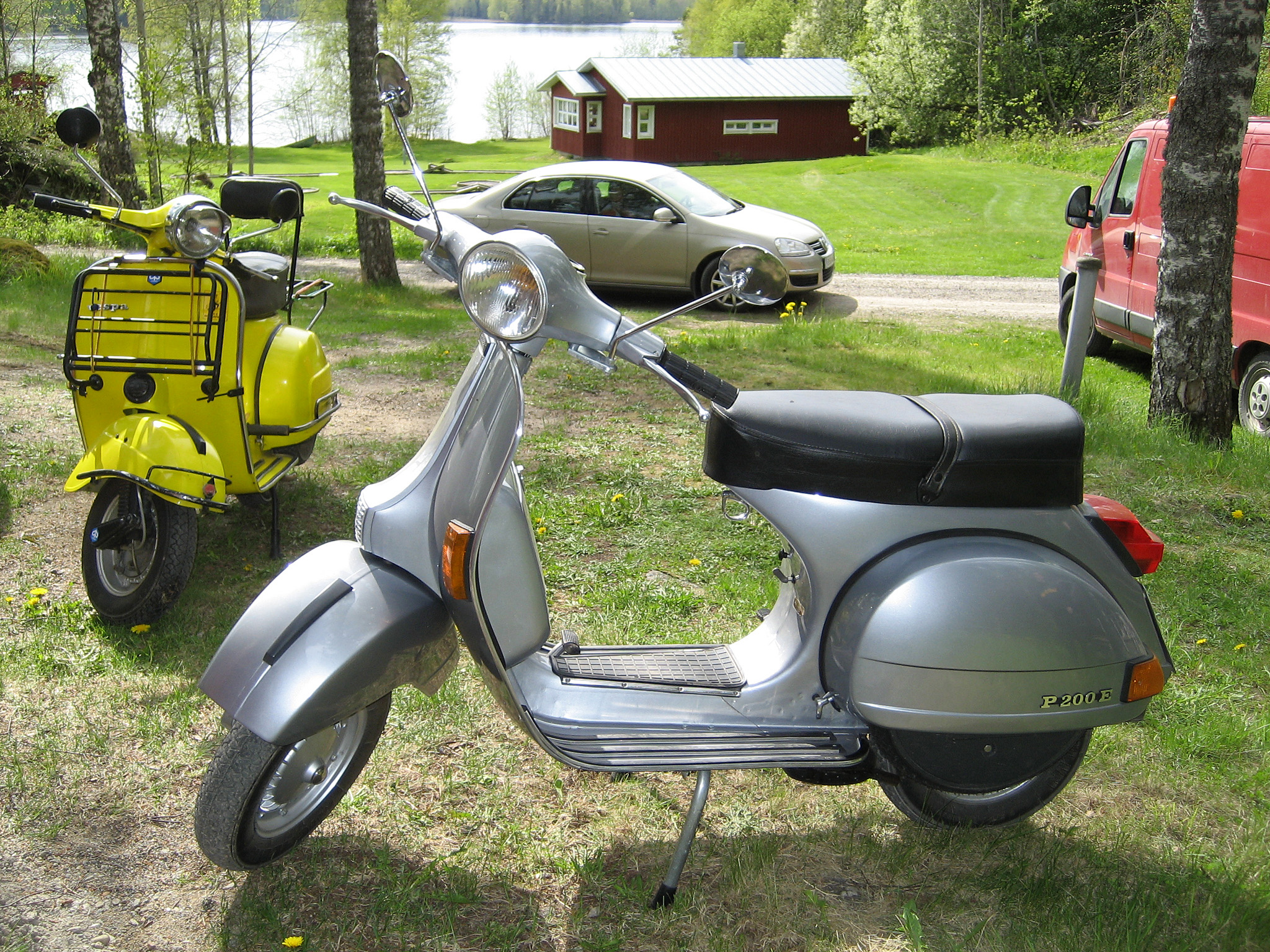
Vespa P200E de 1981
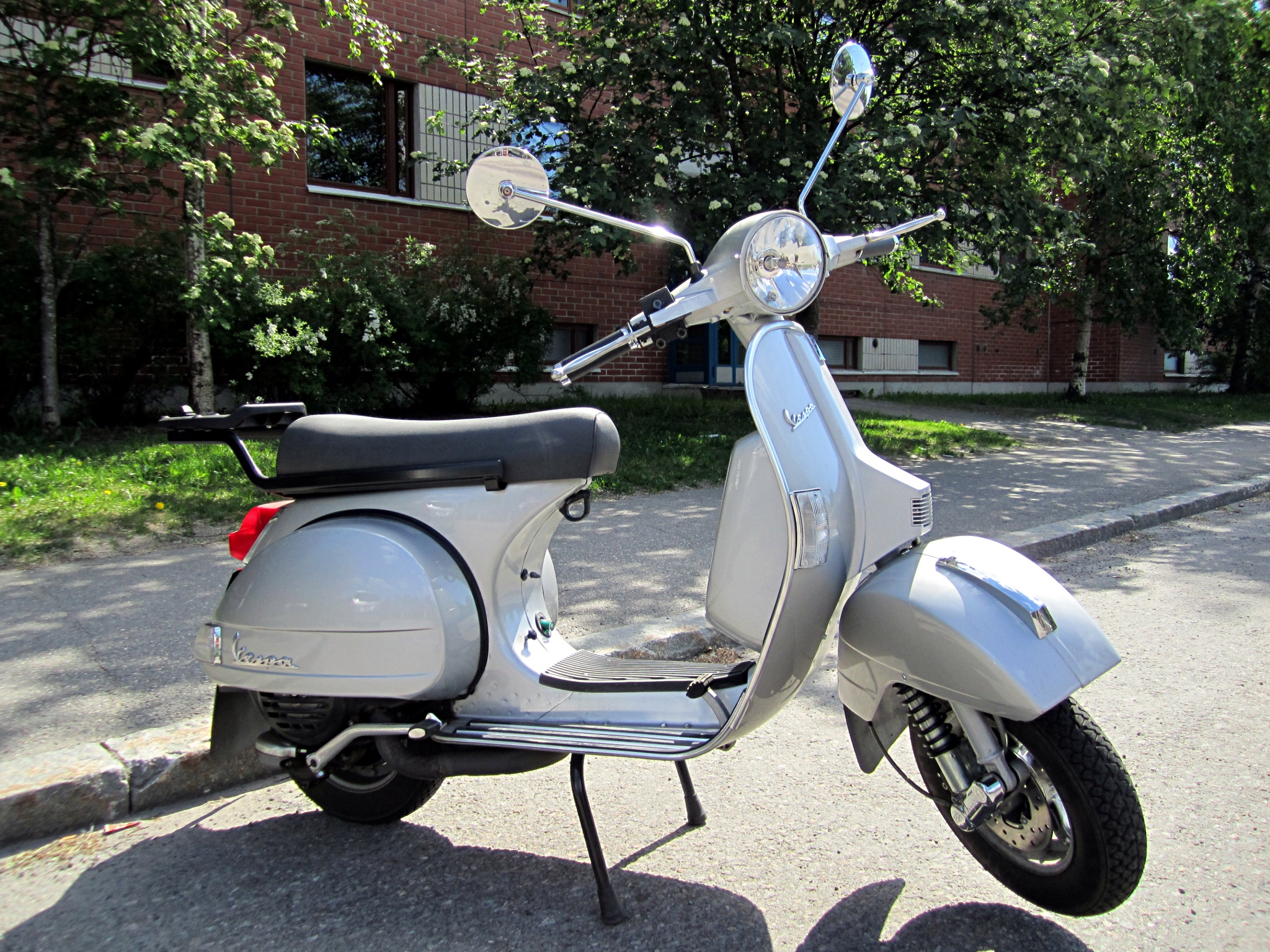
Vespa PX 200 Millennium del 2003